# Centro storico di Albano Laziale
Il centro di Albano Laziale corrisponde al territorio della prima circoscrizione di decentramento comunale dell'omonimo comune di Albano Laziale, in provincia di Roma, nel Lazio.
Albano nacque nell'alto Medioevo nel sito occupato in età imperiale dai Castra Albana, l'accampamento italico della Legio II Parthica: nel corso del Medioevo la città visse travagliate vicende militari e proprietarie, contesa tra la Camera Apostolica ed i Savelli. Fu saccheggiata dai Saraceni nel IX secolo, assediata nel 1108, rasa al suolo nel 1168 e nel 1436: fin dal Duecento fu stabilmente sottoposta al dominio dei Savelli, che fregiarono la città del titolo di principato. Un periodo di splendore per la città incominciò con l'acquisizione del feudo da parte della Camera Apostolica nel 1697, e la vita commerciale cittadina si rianimò notevolmente alla fine del Settecento con la riapertura della via Appia Nuova.
Nel centro storico di Albano Laziale ha sede il palazzo municipale. Il territorio albanense include anche le frazioni amministrative di Cecchina (seconda circoscrizione) e Pavona (terza circoscrizione). Inoltre è sede vescovile suburbicaria attestata dal IV secolo, sede di pretura e della direzione generale della ASL RMH.

## Storia

### Età antica

#### Dai primi insediamenti umani all'età repubblicana

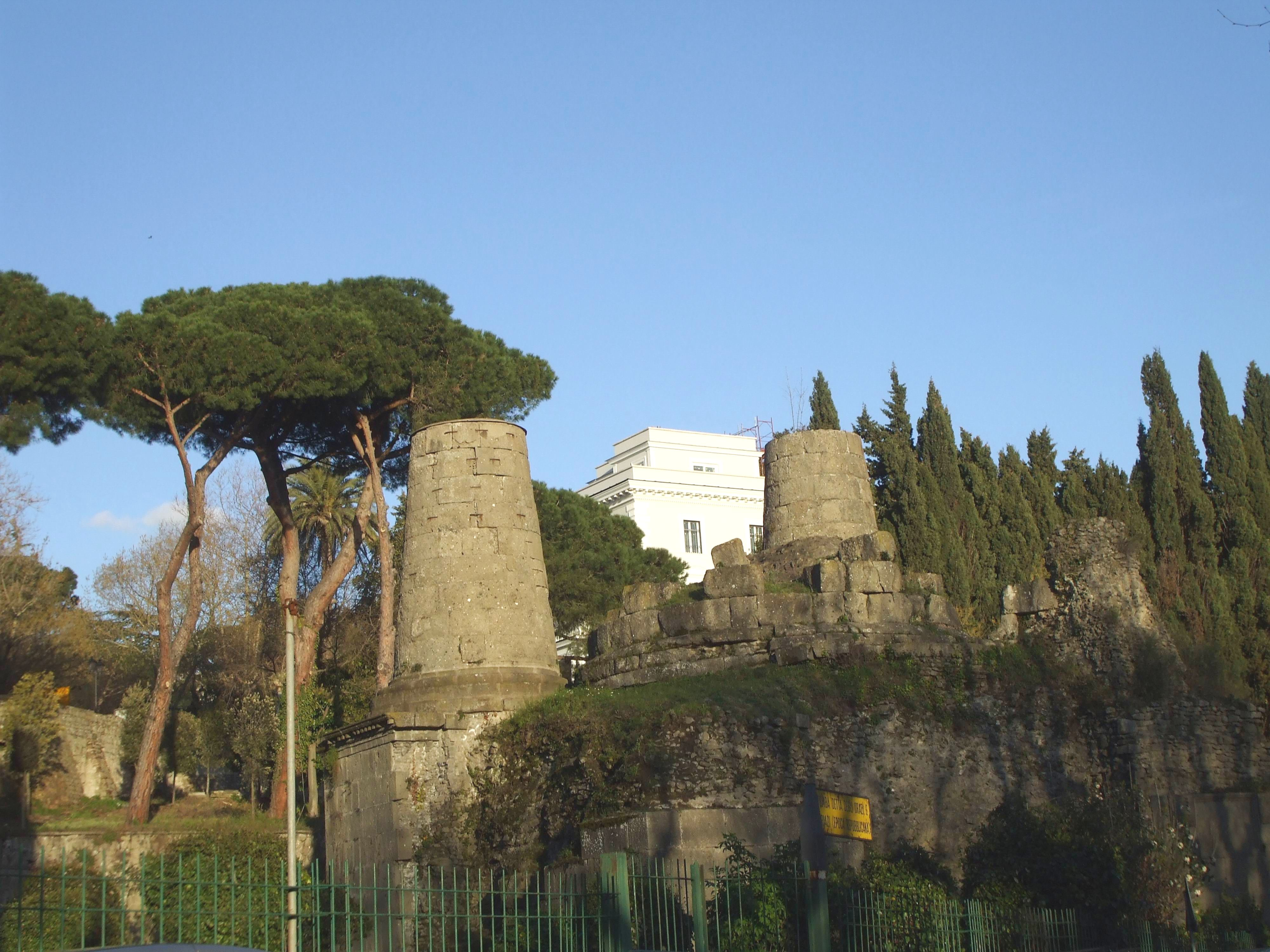
Il cosiddetto sepolcro "degli Orazi e dei Curiazi", uno dei simboli di Albano. Lungo circa 5.40 metri per lato, il podio è alto circa 3 metri, mentre i quattro coni laterali (di cui solo uno ancora intero) sono alti poco più di 2 metri: il loro diametro è di circa 1.50 metri, mentre del cono centrale è possibile calcolare solo il diametro, di circa 3 metri.

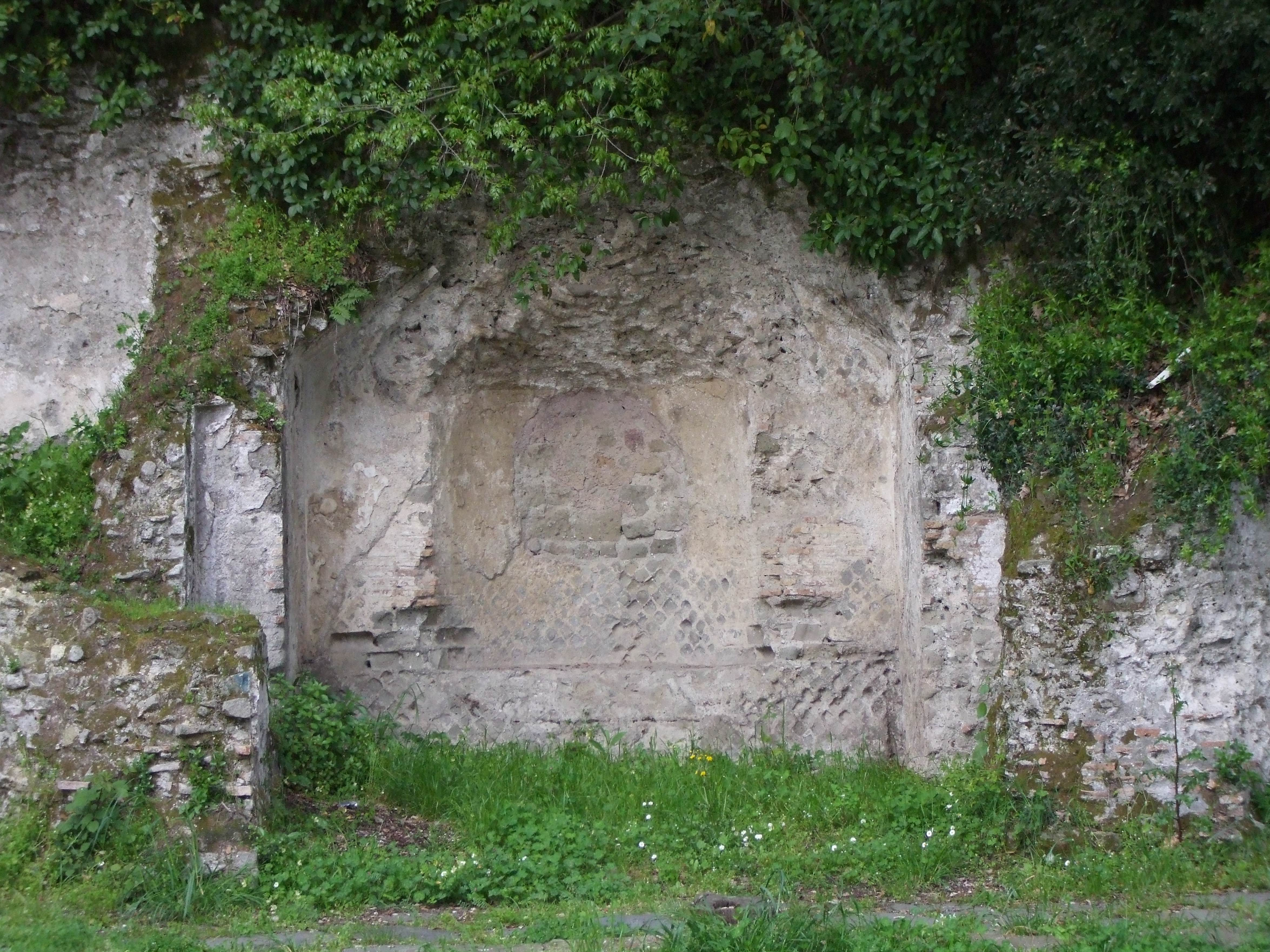
Un nicchione della villa di Gneo Pompeo Magno nel parco pubblico di villa Doria.

Il territorio albanense, assieme all'intera area dei Colli Albani, è stato soggetto, tra i 600.000 ed i 20.000 anni fa circa, all'attività del Vulcano Laziale: ciò ha causato la creazione di un terreno vulcanico, composto in gran parte da peperino e, in misura minore, tufo. I primi insediamenti umani attestati nel territorio di Albano risalgono all'età del ferro, ovvero ai periodi laziali I e II A (1000 a.C.-830 a.C. circa): si tratta di reperti di superficie rinvenuti in due località (Tor Paluzzi e Colle dei Cappuccini) probabili siti di altrettanti insediamenti umani.
Nel successivo periodo laziale II B (830 a.C.-770 a.C. circa) sono attestati i primi ritrovamenti collegabili alla nascita di Alba Longa. Secondo il racconto di Dionigi di Alicarnasso la città sarebbe stata fondata dal figlio di Enea, Ascanio, trent'anni dopo la fondazione di Lavinium, "vicino ad una montagna e ad un lago, occupando lo spazio tra i due". Sebbene l'archeologo Antonio Nibby abbia collocato il sito della città sul lato orientale del lago Albano, tra le località di Costa Caselle presso Marino e Pozzo Carpino in comune di Grottaferrata, ai piedi di Monte Cavo, i resti archeologici più sostanziosi sono stati ritrovati sul lato meridionale del lago, tra il Colle dei Cappuccini ed il convento di Santa Maria ad Nives di Palazzolo in comune di Rocca di Papa. Questa circostanza ha suggerito agli archeologi moderni di collocare il sito dell'antica città presso quest'ultima località.
Nel territorio albanense in località Selvotta e nel confinante territorio di Ariccia presso le cave di peperino dismesse sono state rinvenute, inoltre, alcune necropoli collegabili allo sviluppo di Alba Longa. Presso Castel Savello fiorì un nuovo insediamento umano, attestato da alcune sepolture rinvenute nella sottostante Valle Pozzo; l'insediamento di Tor Paluzzi continuava ad esistere, seppur ridimensionato. Nel periodo laziale III (770 a.C.-730 a.C. circa) non si sono riscontrati sostanziali cambiamenti nella cultura materiale né nella continuità degli insediamenti; il dato più importante di questo periodo riguarda l'egemonia crescente di Alba Longa, riscontrabile dai reperti trovati nella necropoli di via Virgilio.
Nel periodo laziale IV A (730 a.C.-640 a.C. circa) si registrò probabilmente l'introduzione della viticoltura nel Lazio: in questo periodo Alba Longa venne distrutta da Tullo Ostilio, la sua popolazione deportata a Roma e la Lega Latina assoggettata al dominio romano. Ai Colli Albani rimase ancora una certa importanza religiosa, grazie all'esistenza degli importanti santuari di Giove Laziale su Monte Cavo, di Diana Aricina presso l'attuale Nemi e di Giunone Sospita a Lanuvio, oltre che alla permanenza delle congregazioni sacerdotali albane sopravvissute a Bovillae, che da allora si fregiò di essere succeduta ad Alba Longa come capitale religiosa latina. Dopo la cacciata dell'ultimo re di Roma Tarquinio il Superbo nel 510 a.C. questi fuggì presso il lucumone di Chiusi Porsenna, che nel 505 a.C. inviò metà dell'esercito chiusino comandata da suo figlio Arunte contro Aricia; davanti alle mura della città, grossomodo presso l'attuale chiesa di Santa Maria della Stella alla periferia di Albano, si svolse così la battaglia di Aricia, che vide trionfare gli aricini ed i loro alleati cumani sugli Etruschi, che dopo aver siglato la pace con Roma avevano voluto provare ad estendere il proprio dominio anche su Aricia. Il sepolcro di Arunte, ucciso in battaglia, è stato identificato da alcuni storici con il sepolcro a due coni popolarmente attribuito agli Orazi ed ai Curiazi.
Il territorio albanense fu attraversato a partire dal 312 a.C. dalla via Appia Antica, la regina viarum, voluta dal censore Appio Claudio Cieco come collegamento diretto tra Roma e Capua. In seguito la strada venne migliorata (il tratto di una ventina di chilometri tra Roma e Bovillae fu pavimentato in saxum quadratum nel 293) e prolungata fino a Benevento e poi a Brindisi, porta della Grecia. Tra le personalità che ebbero ville nell'area albana in età repubblicana ci furono Gneo Pompeo Magno, Quinto Aurelio, Lucio Albucio Iusto, Marco Giunio Bruto, e Publio Clodio Pulcro. Altre ville anonime sono state trovate presso la sponda meridionale del lago Albano ed alla stazione ferroviaria di Albano Laziale.

#### L'età imperiale

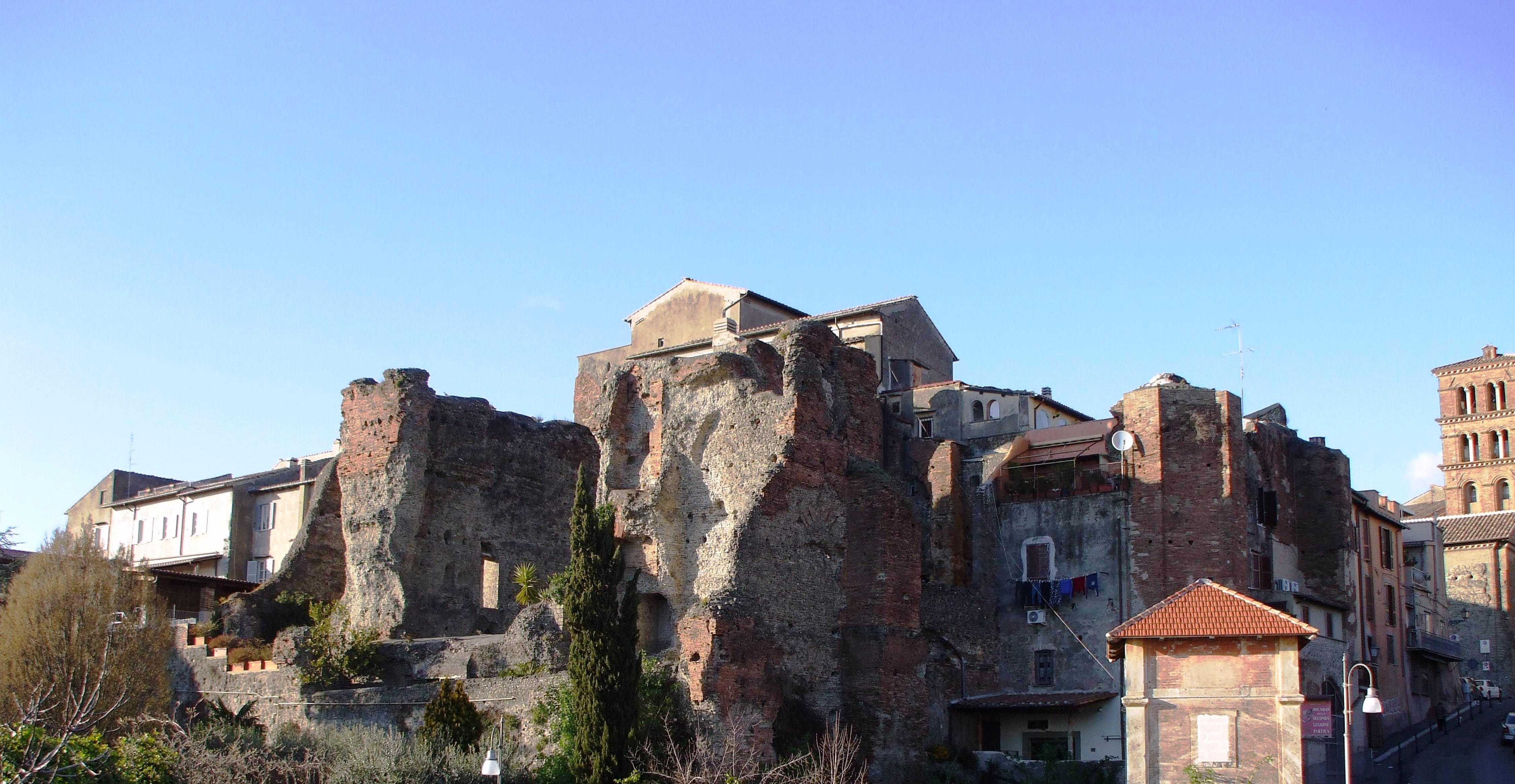
Le terme di Caracalla, anche soprannominate "di Cellomaio".

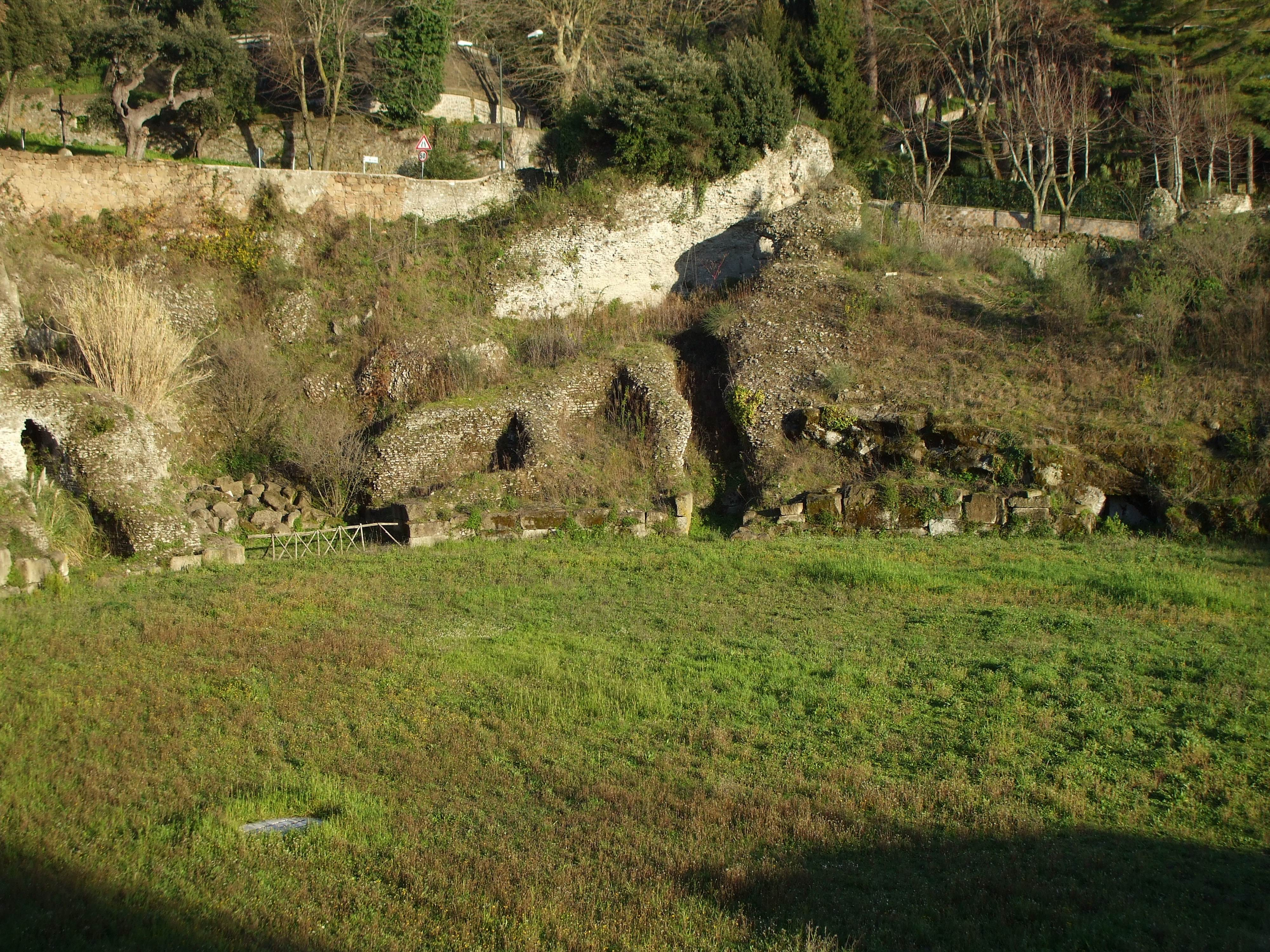
L'anfiteatro romano.

In età imperiale sorsero le ville di Lucio Anneo Seneca o di Publio Papinio Stazio: ma l'edificio più imponente costruito in questo periodo fu l'"Albanum Caesarum", la colossale villa di Domiziano a Castel Gandolfo, voluta dall'imperatore Tito Flavio Domiziano (81-96): il palazzo vero e proprio occupava gran parte dell'attuale villa Barberini, nel complesso extra-territoriale della Villa Pontificia di Castel Gandolfo, ma le proprietà annesse alla villa coprivano gran parte del territorio degli attuali comuni di Albano e di Castel Gandolfo, estendendosi attorno alle coste del lago Albano anche nei territori comunali di Marino, Rocca di Papa ed Ariccia per un totale di circa tredici o quattordici chilometri quadrati.
Dopo Domiziano, i suoi successori abbandonarono la villa, che fu sostituita come residenza imperiale suburbana dalla più famosa villa Adriana di Tivoli. Settimio Severo (193-211) decise a causa di questo decentramento di installare all'interno dei terreni imperiali a ridosso della via Appia la Legio II Parthica, legione romana fedele all'imperatore con compiti di guardia del corpo e sorveglianza di Roma. Nacquero così i Castra Albana, la città fortificata che diventò residenza della legione e che occupava esattamente l'area dell'attuale comune di Albano.
In funzione dei Castra sorsero una serie di edifici come l'anfiteatro, le terme di Caracalla, quattro porte (oggi ne restano visibili due, fra cui la porta Pretoria) e due edifici interni ad uso di praetorium, oltre alle abitazioni comuni: i resti di tutto ciò rendono oggi Albano uno dei centri urbani del Lazio più ricchi di memorie romane oltre a Roma stessa.
La Legio II Parthica occupò i castra di Albano almeno fino alla metà del III secolo. In seguito, nel Liber Pontificalis si afferma che l'imperatore Costantino I (306-337), durante il pontificato di papa Silvestro I (314-335), abbia fondato ad Albano una cattedrale di San Giovanni Battista, provvedendo a donarle arredi liturgici ed ingenti proprietà nel territorio albanense, tra cui anche i castra abbandonati.
Il Cristianesimo era già stato annunciato nel territorio albano probabilmente addirittura da san Pietro e san Paolo di Tarso: sicuramente la presenza di comunità cristiane è piuttosto antica, come testimoniano le catacombe di San Senatore presso la chiesa di Santa Maria della Stella: databili al IV o al V secolo, furono mantenute in uso fino al IX secolo.
Altre antiche testimonianze della presenza cristiana ad Albano sono un oratorio cristiano situato all'interno dei resti della villa repubblicana del parco pubblico di villa Doria ed un oratorio cristiano scoperto dentro i "vomitoria" dell'anfiteatro romano in via San Francesco d'Assisi.

### Medioevo

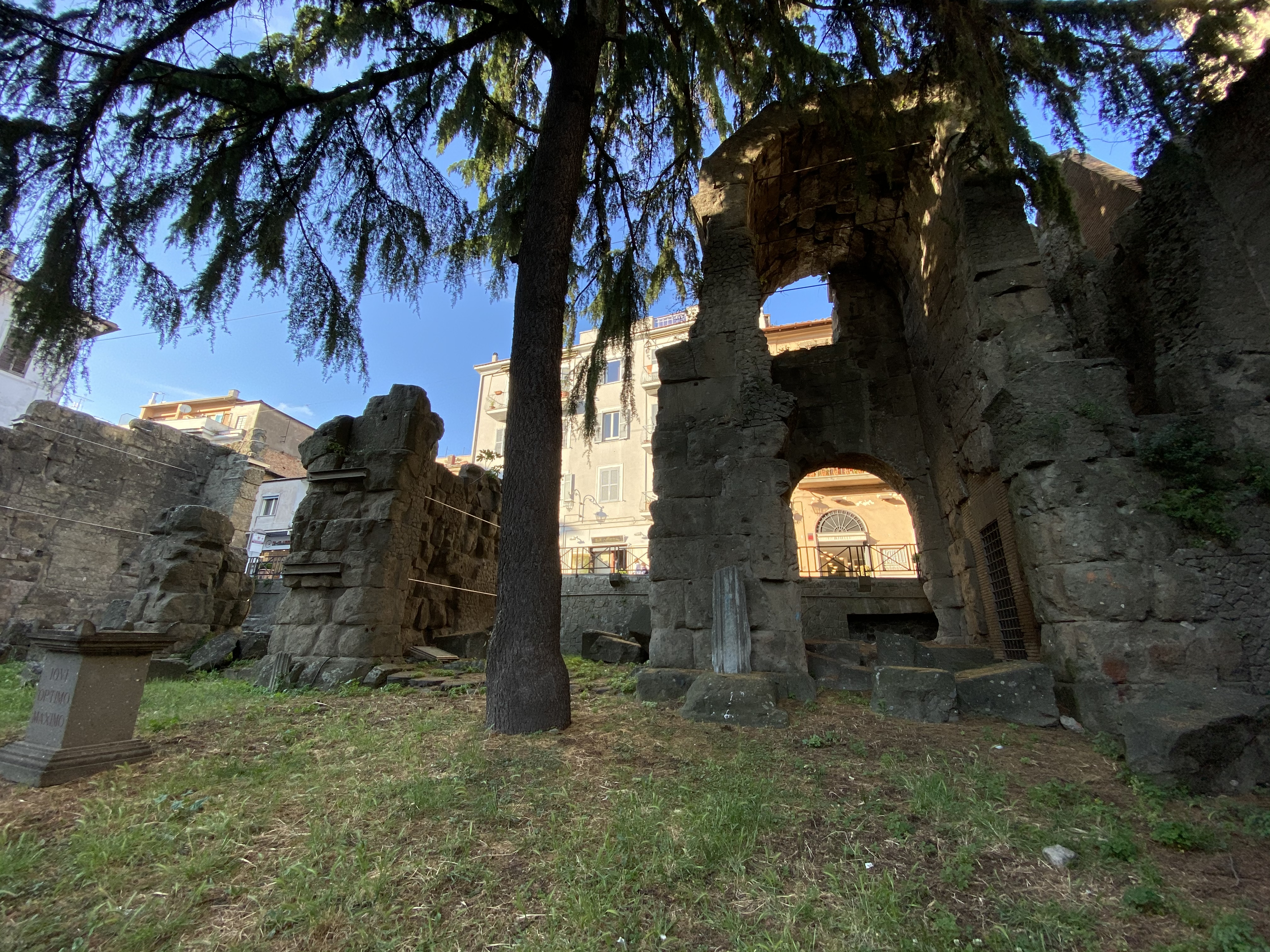
La porta Praetoria dei Castra Albana.

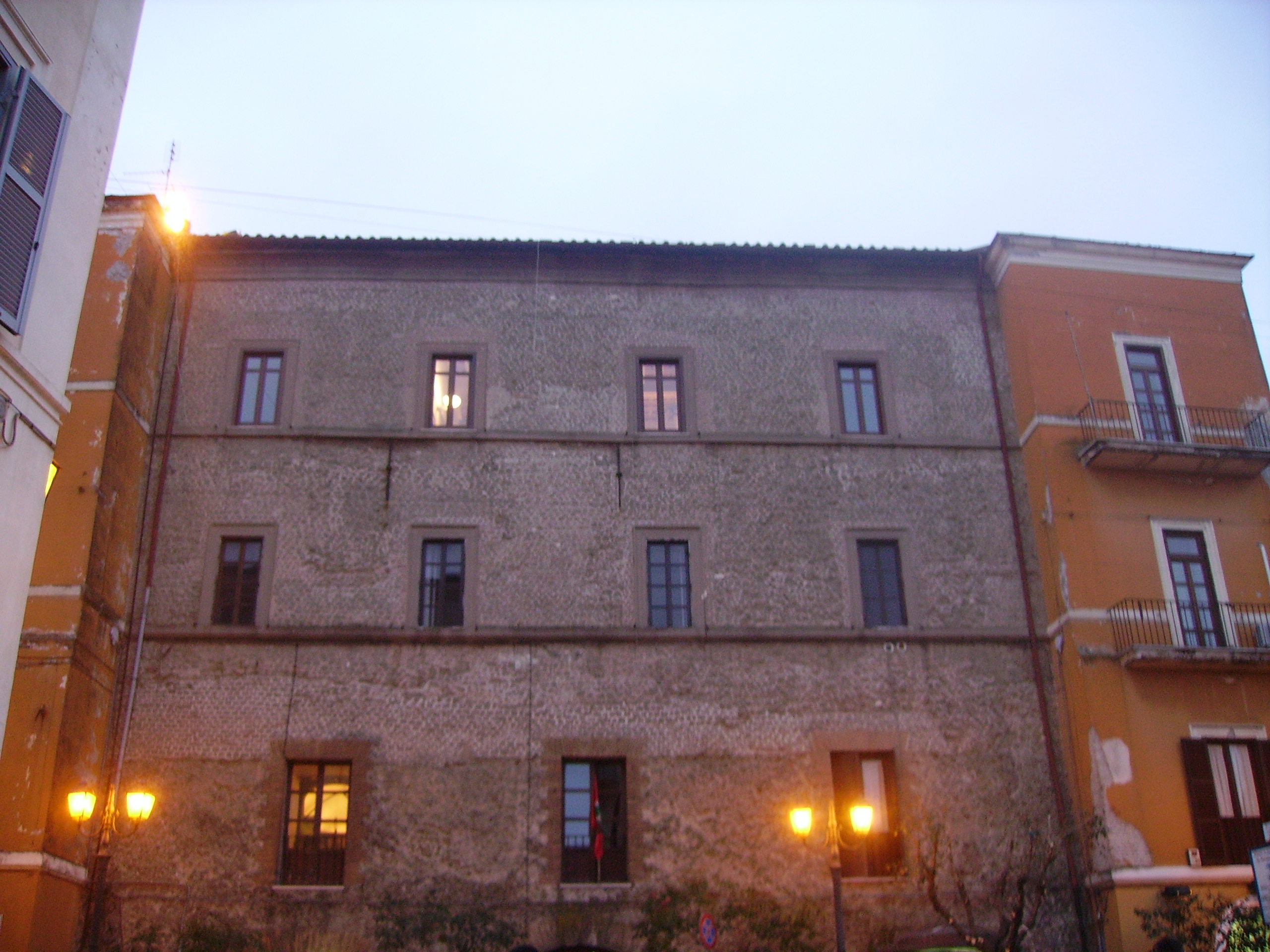
La facciata di palazzo Savelli su piazza San Pietro: in evidenza i due torrioni quadrangolari laterali.

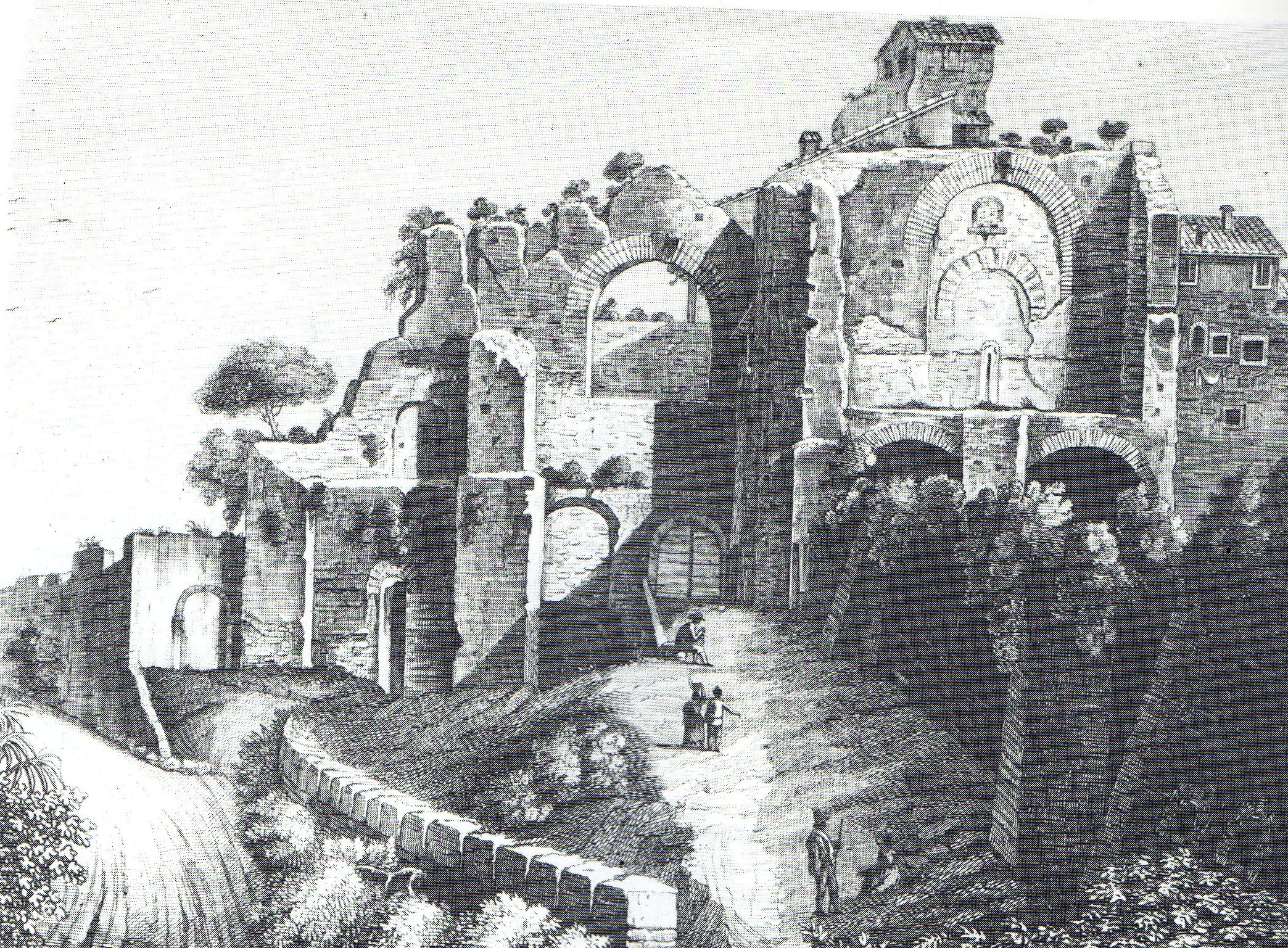
Le terme di Caracalla a Cellomaio in un'incisione anonima del Settecento.

#### Dalla caduta dell'Impero romano al XII secolo
Lo storico della corte dell'imperatore bizantino Giustiniano, Procopio di Cesarea, riferisce che durante la Guerra gotica (535-553) Albano fu una πολισματα ("polismata"), ossia luogo fortificato occasionalmente difeso da truppe stabili.
Attorno all'VIII secolo probabilmente iniziò il culto mariano nel santuario di Santa Maria della Rotonda, anche se la prima consacrazione del santuario è datata al 1060. Già nel VI secolo invece era stata edificata la chiesa di San Paolo, ricavata da un'aula delle terme di Caracalla.
Nell'agosto 846 l'Agro Romano fu devastato da un'incursione dei Saraceni, che arrivarono al punto di saccheggiare la basilica di San Pietro in Vaticano e la basilica di San Paolo fuori le mura, prima di ripiegare lungo la via Appia "tra indescrivibili guasti": furono messe a sacco Albano ed Aricia. I maomettani depredarono Lazio e Campania dalla postazione fortificata sul Garigliano finché non furono respinti da un'armata confederata cristiana nel 916.
Ottone I di Sassonia nel 964 donò Albano, Ariccia ed altri tre castelli circostanti a Virginio Savelli: tuttavia questa donazione è creduta da alcuni storici un falso realizzato successivamente dagli stessi Savelli per giustificare un'usurpazione dei diritti ecclesiastici su Albano. Del resto, la pratica fu comune anche ad altre famiglie baronali romane per legittimare il loro acquisto di altri feudi dell'Agro Romano.
Quando papa Pasquale II nel 1108 mosse verso Benevento per risolvere alcune questioni territoriali in Terra di Lavoro, pensò bene di affidare la tranquillità del Lazio a Tolomeo dei Conti di Tuscolo, il quale non tardò a ribellarsi all'autorità pontificia. Il papa fu costretto ad accorrere a Roma, e probabilmente subì vittoriosamente un assedio ad Albano, se per ricompensare gli albanensi delle sofferenze subite li dispensò dal pagamento delle tasse sulla cavallerìa e sul macinato: di questo privilegio è conservata memoria in un'epigrafe posta nella cattedrale di San Pancrazio, e studiata dallo storico settecentesco Giovanni Antonio Ricci. Pasquale II conservò la fedeltà degli albanensi anche nel 1116, quando fu costretto a fuggire ad Albano a causa della rivolta della famiglia nobiliare romana dei Pierleoni.
Federico I "Barbarossa" del Sacro Romano Impero inviò in Lazio un esercito comandato da Rainaldo di Dassel, arcivescovo di Colonia, perché aiutasse Raino dei Conti di Tuscolo, acceso ghibellino assediato dai romani anti-imperiali a Tusculum: romani ed imperiali combatterono così la battaglia di Prata Porci (29 maggio 1167), combattuta presso Tusculum nell'attuale comune di Monte Porzio Catone. I romani avevano il più grande esercito che da secoli avessero mai schierato, ed erano numericamente in vantaggio sugli imperiali per venti ad uno: tuttavia, persero lo stesso la battaglia. Albano, Tusculum, Tivoli ed altre "cittaduzze" del Lazio non tardarono a schierarsi con gli imperiali, circostanza che non fu dimenticata dai romani: dopo la ritirata dell'esercito imperiale, nel 1168 Albano venne rasa al suolo dai romani, e Tusculum subì la stessa sorte nel 1191.

#### Dal XIII secolo alla distruzione del 1436
Nel 1203 papa Innocenzo III donò ai cardinali vescovi della diocesi suburbicaria di Albano il possesso del palatium e di alcune chiese nel territorio albanense, perché non andassero in rovina data la desolazione dell'antica città: il 9 agosto 1217 il cardinale Paio Galvão ottenne da papa Onorio III la conferma della potestà vescovile sulla "Civitatem Albanensem cum Burgo, Thermis Monte, qui dicitur Sol[is] et Luna, Palatio" e loro attinenze e dipendenze. Tuttavia, i Savelli riuscirono a farsi investire del feudo da Federico II di Svevia nel 1221, ed è probabile che da questo momento ne abbiano mantenuto saldamente il controllo, nonostante un'ennesima conferma dei diritti vescovili su Albano promulgata nel 1278 da papa Niccolò III.
Il cardinale Giacomo Savelli, dal 1285 papa Onorio IV, nel 1282 fondò l'abbazia di San Paolo, affidandola ai padri Guglielmini e dotandola di ingenti proprietà nel territorio albanense ed attorno al lago Albano (come il pittoresco romitorio di Sant'Angelo in Lacu). Nel Duecento, anche grazie alla signorìa dei Savelli, ci sono i segni di una rinascita della città: oltre alla fondazione dell'abbazia, ad Albano è attestata una delle prime "guardianìe" dell'Ordine francescano, attiva presso l'allora cadente cattedrale di San Pancrazio, e nel 1316 venne consacrato per la seconda volta il santuario di Santa Maria della Rotonda, ad opere di monache agostiniane. Inoltre, la città fu dotata di un impianto di fortificazione, come attesterebbe la datazione di palazzo Savelli a questa epoca.
Durante la guerra tra papa Eugenio IV ed i Colonna, nell'ottobre 1434 il comandante pontificio Orsino Orsini incalzò l'esercito ribelle guidato dal capitano di ventura Antonio da Pontedera fin sotto al Borghetto di Grottaferrata, a Marino e ad Albano, il primo e l'ultimo castello ospitali per il ribelle perché di proprietà dei Savelli, alleati dei Colonna che invece dominavano Marino: il cardinale Giovanni Maria Vitelleschi, comandante in capo dell'esercito pontificio, riconquistò Roma (da cui il papa era stato scacciato) il 25 ottobre, ed il 31 marzo 1436 arrivò al Borghetto di Grottaferrata che fu distrutto: Quindi, il cardinale passò presso Marino senza assaltarla e si gettò sui feudi dei Savelli lungo la direttrice Appia, cioè Castel Gandolfo, Albano e Castel Savello, radendoli al suolo: passando per Rocca Priora poi ruppe gli indugi e colpì i Colonna direttamente nella valle del Sacco. La guerra terminò con la conquista di Palestrina il 18 agosto 1436 e la sua selvaggia distruzione ad opera dello stesso cardinale Vitelleschi.

### Età moderna

#### Da Eugenio IV a Innocenzo XII

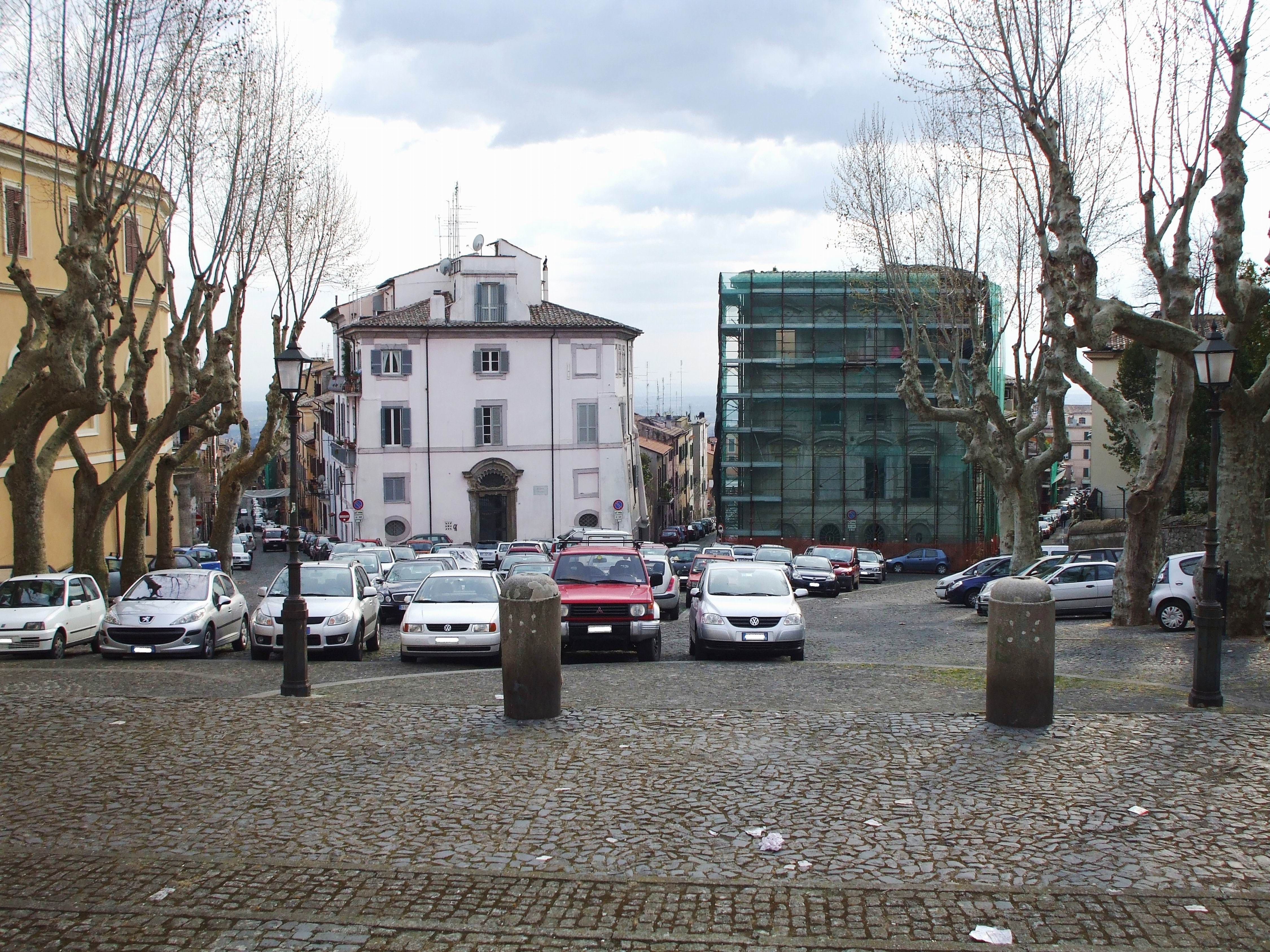
Piazza San Paolo: il "tridente".

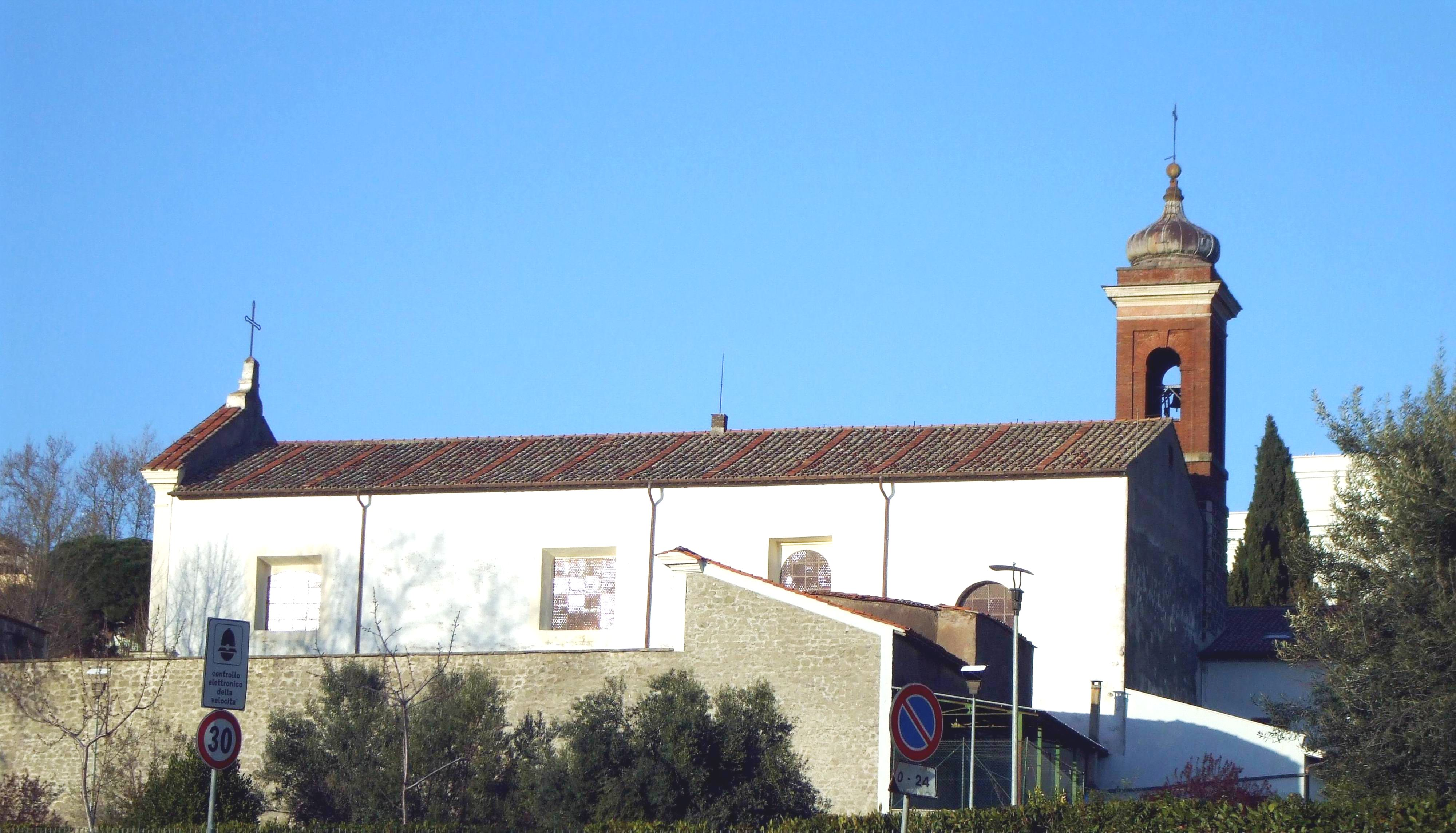
La chiesa di Santa Maria della Stella.

Dopo la distruzione di Albano, Eugenio IV concesse ai padri Gerolamini il santuario di Santa Maria della Rotonda e l'abbazia di San Paolo (1444), ed incamerò tra i beni della Camera Apostolica il feudo: tale stato di cose rimase fino al 1448, quando con la morte del pontefice i Savelli ritornarono a governare Albano.
Papa Pio II volle visitare le rovine archeologiche visibili ad Albano nelle proprietà dell'abbazia di San Paolo durante il suo viaggio sui Colli Albani nel 1462: altre tappe furono Genzano di Roma, il convento di Santa Maria ad Nives di Palazzolo e Monte Cavo.
Durante la guerra tra papa Sisto IV e Ferdinando I di Napoli nel 1482 i Colli Albani furono il principale teatro degli scontri: il 5 giugno infatti i napoletani avevano occupato il Borghetto di Grottaferrata e da quella postazione iniziato a saccheggiare l'Agro Romano assieme alle truppe mobilitate dai Colonna e dai Savelli, il 16 luglio il comandante in capo napoletano Alfonso d'Aragona, duca di Calabria, decise di "scaricare" gli alleati Colonna ed occupò Marino, e probabilmente nello stesso periodo fu occupata anche Albano, dove presso l'abbazia di San Paolo si installò un bivacco dei soldati fino alla ritirata napoletana seguita alla battaglia di Campomorto (21 agosto 1482).
La città fu nuovamente coinvolta in un altro conflitto locale tra Sisto IV e gli Orsini da una parte ed i Colonna e i Savelli dall'altra, ed occupata dal comandante pontificio Paolo Orsini nel 1483. La pace, siglata il 2 gennaio 1485 dal neoeletto papa Innocenzo VIII, stabilì il ritorno allo status quo ante bellum.
Papa Alessandro VI, approfittando della discesa in Italia dell'esercito francese inviato da Luigi XI di Francia, ordinò il bando, la scomunica ed il sequestro dei beni delle famiglie sue avversarie dei Colonna, dei Savelli e degli Estouteville, e donò i feudi sequestrati assieme ad altri feudi ecclesiastici ai propri nipoti Rodrigo e Giovanni Borgia, rispettivamente di due e tre anni, con Breve apostolico "Coelestis altitudinis potentiae" del 1º ottobre 1501. Albano spettò a Rodrigo, per il quale a causa della minore età fu nominato un procuratore nella persona del cardinale arcivescovo di Cosenza Francesco Borgia. I Savelli non tornarono in possesso dei loro feudi prima del 1503, anno della morte di Alessandro VI e dell'ascesa al pontificato di papa Pio III.
Seguì un periodo di relativa crescita per Albano: nel 1560 furono eseguiti i primi restauri da tempo immemorabile alla cattedrale di San Pancrazio, nel 1565 vennero fondati la chiesa di Santa Maria della Stella con l'attiguo convento dei padri carmelitani, nel 1591 furono riordinate le rendite della cattedrale e la suddivisione in parrocchie della città, nel 1615 vennero fondati la chiesa di San Bonaventura ed il convento dei frati minori cappuccini, nel 1628 il seminario vescovile e nel 1631 il convento della monache clarisse sull'attuale piazza Pia. Nel 1605 i Savelli concessero nuovi statuti al feudo.
Alla metà del Seicento, sulle terre dell'abbazia di San Paolo venne disegnato il "tridente di strade" di Albano Laziale, attorno al quale sorse il nuovo quartiere di borgo San Paolo, che si popolò di edifici monumentali come palazzo Rospigliosi (1667) e soprattutto palazzo Pamphilj (1708-1717).
La situazione economica dei Savelli tuttavia non era buona: nel 1662 furono costretti a vendere ai Chigi il feudo di Ariccia per 358.000 scudi pontifici, e nel 1697 i creditori dei Savelli fecero ricorso a papa Innocenzo XII perché costringesse il principe Giulio Savelli a pagare i suoi debiti. I cronisti raccontano che il papa convocò il principe, che rispose con spavalderìa, incurante delle minacce del carcere o della decapitazione per morosità (pare anzi che disse scherzosamente che in quest'ultimo caso si sarebbe procurato una testa di bronzo): si procedette così alla vendita all'incanto del feudo di Albano, del valore di 440.000 scudi pontifici, che fu in breve incamerato dalla Camera Apostolica.
L'antica casata dei Savelli di Albano si estinse con lo sfortunato Giulio.

#### La dominazione della Camera Apostolica: 1697-1798

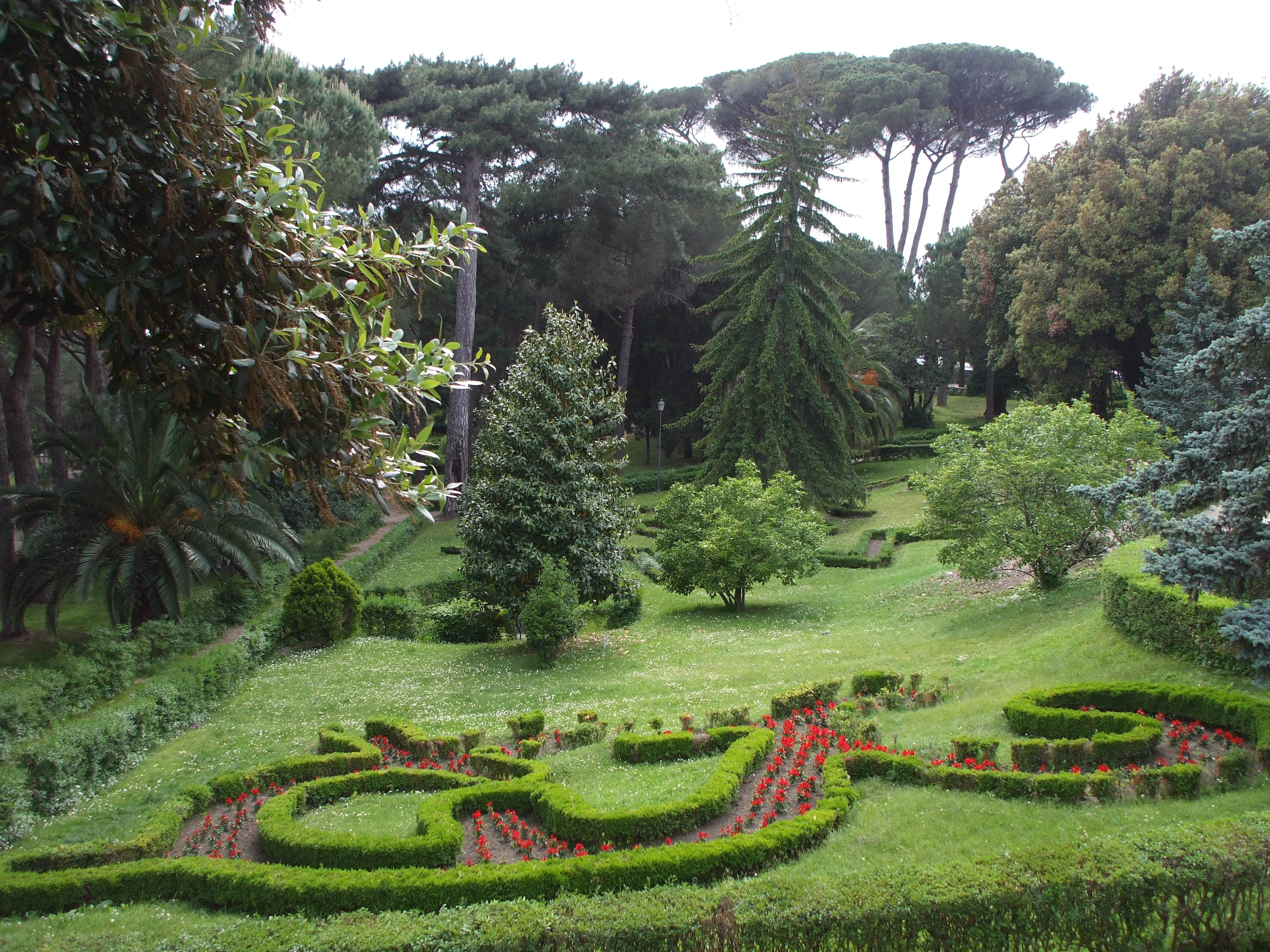
Uno scorcio dell'attuale parco pubblico di villa Doria.

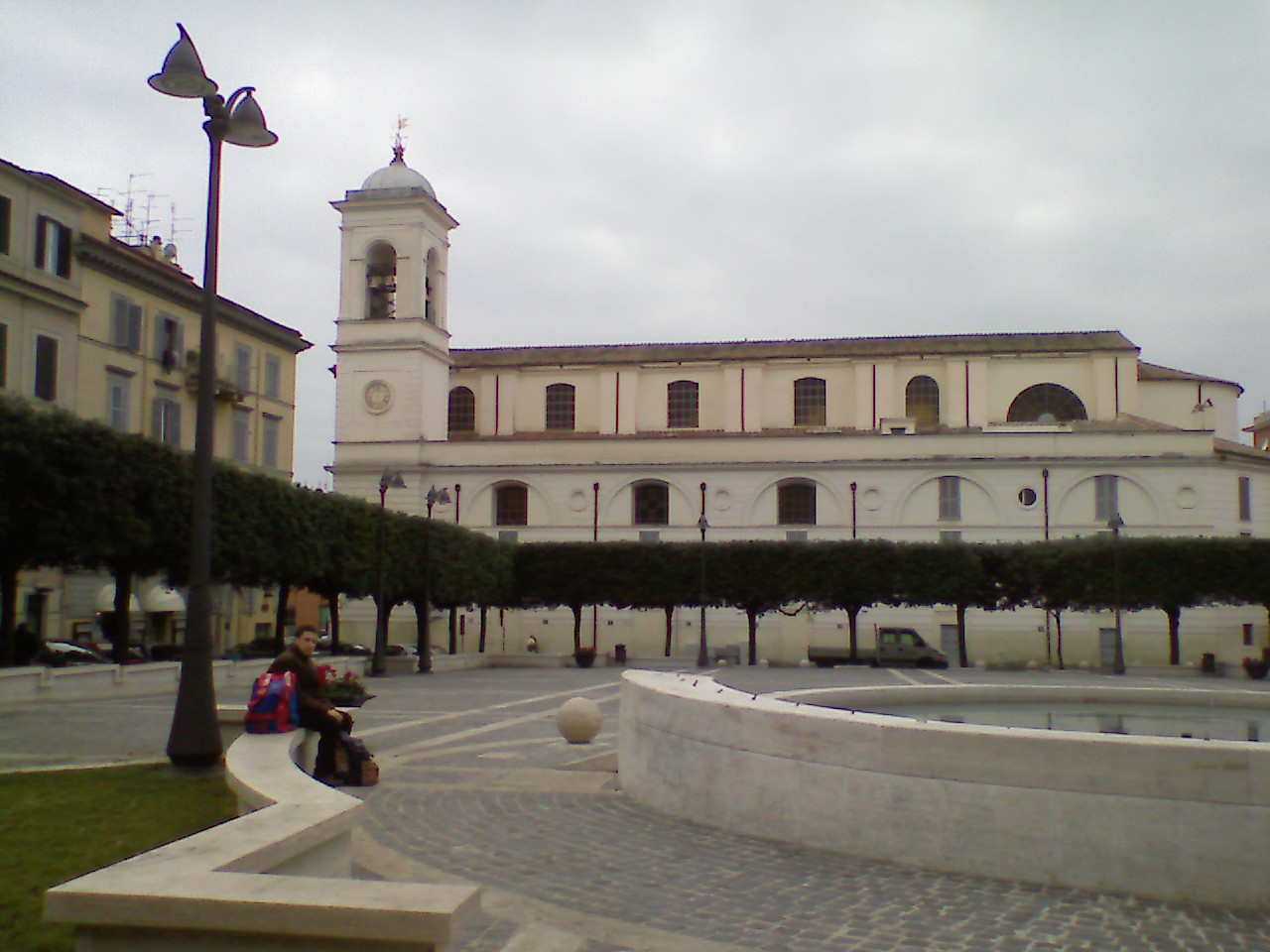
Piazza Pia: sullo sfondo, la cattedrale di San Pancrazio.

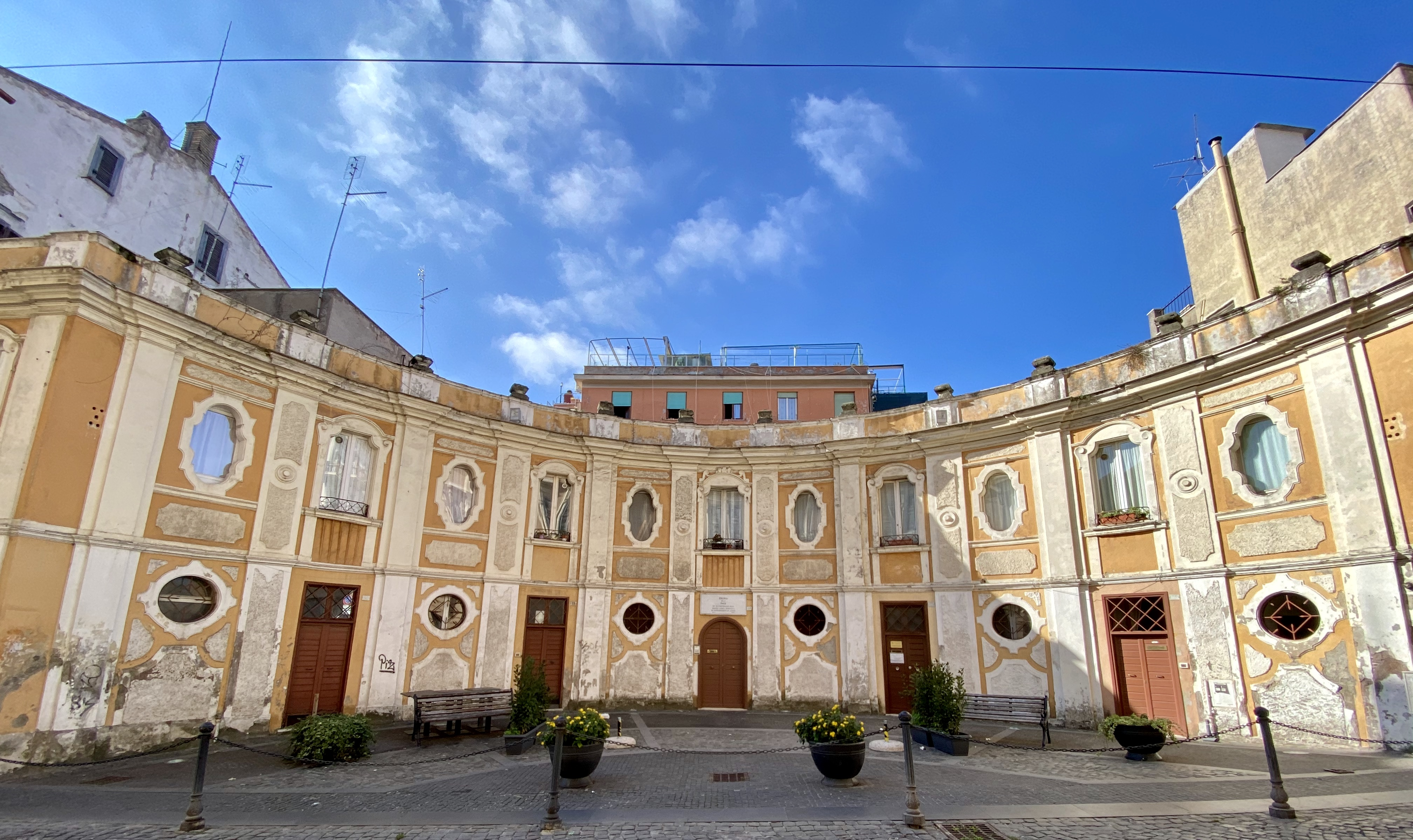
L'Esedra della Pace in via Alcide De Gasperi, davanti al palazzo Vescovile.

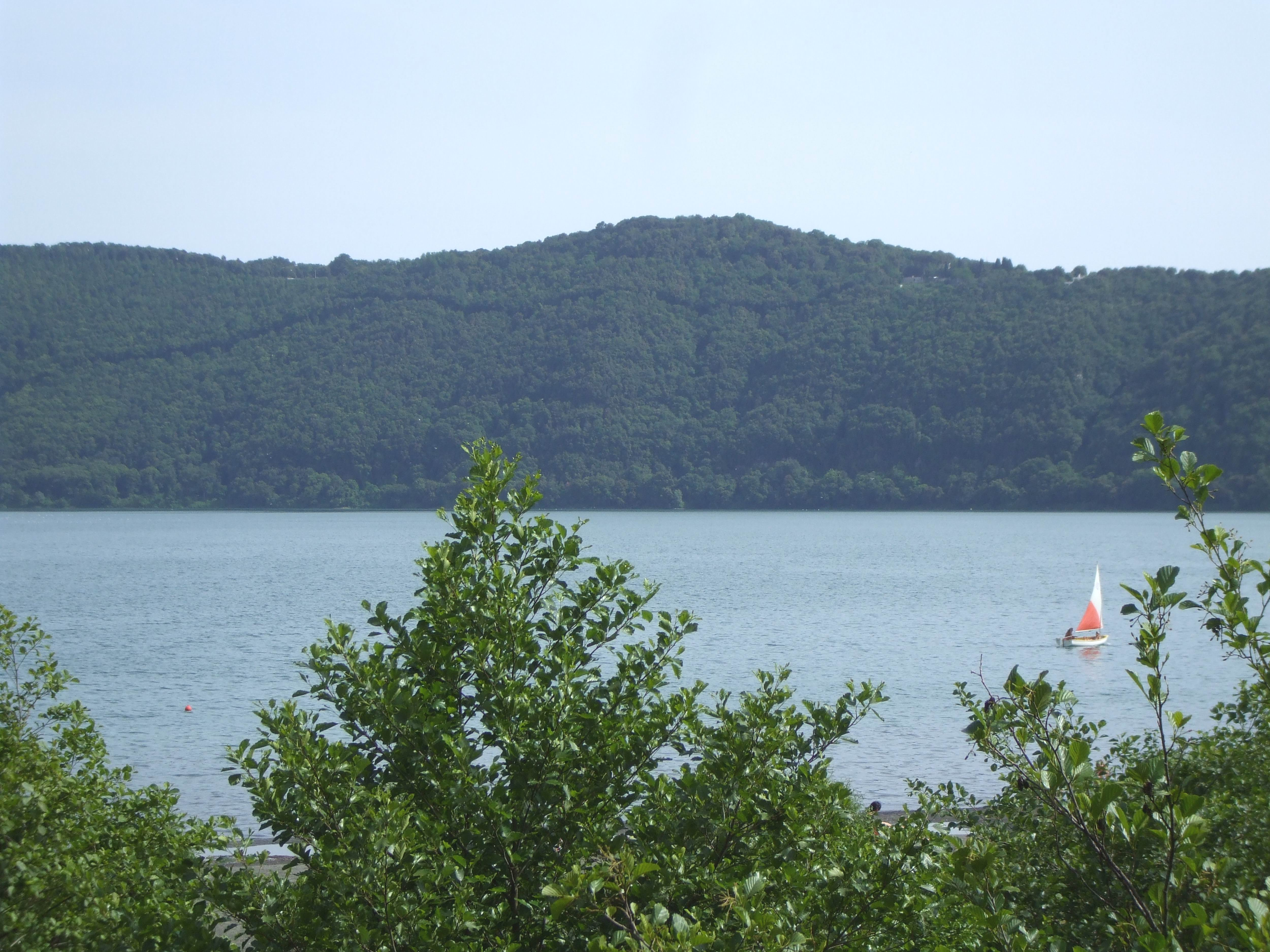
Colle dei Cappuccini dal lago Albano.

Il periodo che inizia con l'acquisizione della città al dominio diretto della Chiesa cattolica viene riconosciuto come il più felice della storia di Albano. palazzo Savelli fu riconvertito a residenza del governatore pontificio ma anche di illustri ospiti del papa, tra cui Giacomo Francesco Edoardo Stuart, pretendente al Regno di Gran Bretagna in esilio a Roma, ed il figlio Enrico Benedetto Stuart, duca di York, creato cardinale vescovo della diocesi suburbicaria di Frascati.
Nei primi anni del Settecento sorsero villa Doria, villa Altieri, palazzo Corsini e palazzo Lercari, donato dall'omonimo cardinale fondatore come residenza ai cardinali vescovi di Albano nel 1757: dalla fine del Settecento i cardinali vescovi titolari avrebbero soggiornato nella loro sede fino a sei mesi l'anno. La cattedrale di San Pancrazio fu restaurata tra il 1719 ed il 1722, intervento che delineò l'attuale facciata tardo barocca. Nel 1747 nacque un ordine religioso femminile albanense, fondato nel 1724 da suor Maria Maggiori, le Suore Oblate di Gesù e Maria, che occuparono dal 1735 l'attuale convento sito nel pittoresco quartiere di Cellomaio.
L'evento forse più importante dell'età moderna ad Albano fu la riapertura della via Appia Nuova, incominciata da papa Pio VI nel 1777 e portata a termine entro il 1780: alla medioevale via postale corriera tra Roma e Napoli passante per Marino, Nemi e Velletri si sostituì la più rettilinea via Appia, finora impaludata nel tratto prossimo a Terracina. L'evento pose le basi per il successivo sviluppo commerciale di Albano, che prese il posto di Marino come stazione di posta e di cambio più importante dei Colli Albani.
Pio VI, per far fronte alle spese di guerra e alle ingenti richieste economiche (36 milioni di lire italiane e 100 opere d'arte) fatte da Napoleone Bonaparte allo Stato Pontificio prima con l'Armistizio di Bologna e poi con il Trattato di Tolentino (19 febbraio 1797) nel 1795 pensò di vendere Albano: all'asta parteciparono il principe di Piombino Antonio Maria Boncompagni-Ludovisi, il Banco di Santo Spirito ed il Santo Monte di Pietà, facendo un'offerta di 300.000 scudi pontifici: tuttavia alla fine il papa preferì aprire un prestito presso alcuni banchieri genovesi.

#### La Repubblica Romana e l'occupazione napoleonica: 1798-1814
Il 9 febbraio 1798 Roma fu occupata dall'esercito rivoluzionario francese comandato dal generale Louis Alexandre Berthier: il 15 febbraio al Foro Romano venne solennemente proclamata la Repubblica Romana. Sui Colli Albani, Albano, Frascati e Velletri si auto-proclamarono "repubbliche sorelle" il 18 febbraio, Marino ai primi di marzo.
Il governo municipale repubblicano albanense fu molto attivo nei primi mesi dell'esperienza repubblicana romana: il 18 febbraio dichiarò aboliti "tutti i caratteri, potestà, facoltà e diritti che dalla vile e feroce Oligarchia del morto Governo erano stati addetti e ascritti ai suoi Ministri costituiti", i luoghi d'asilo nelle chiese, tutte le "franchigie e giurisdizioni" che ostacolassero la legge; il 19 febbraio, piantato l'albero della libertà nell'attuale piazza Antonio Gramsci, si proclamò l'affratellamento della repubblica albanense con la Repubblica Romana; il 22 febbraio fu abolita la tassa sul macinato, salita nel 1798 a 55 baiocchi. Tuttavia, ben presto iniziarono i problemi: già al primo giorno della sua esistenza il governo repubblicano si curò di vietare l'esportazione fuori comune di generi alimentari, mentre tra il 21 ed il 22 febbraio il governo municipale fu costretto ad ipotecare alcuni beni pubblici ex-camerari per poter mantenere la popolazione.
Il 20 febbraio 1798 gli abitanti di Trastevere insorsero contro i francesi e la Repubblica Romana, e la rivolta reazionaria si estese rapidamente fuori dalla Capitale: Albano, Velletri, Castel Gandolfo, Nemi e Lanuvio insorsero, Ariccia e Genzano di Roma si mantennero calme, Marino e Frascati rimasero dalla parte dei francesi. I reazionari iniziarono un tentativo di marcia su Roma il 28 febbraio: erano circa 2000, e si scontrarono con l'esercito francese comandato dal generale Gioacchino Murat sulla via Appia in territorio marinese, tra Frattocchie e Due Santi: la cosiddetta battaglia di Frattocchie si concluse con la vittoria francese. Murat occupò e saccheggiò Castel Gandolfo, e poi marciò su Albano che oppose un tentativo di resistenza prima di arrendersi ed essere saccheggiata dai francesi. Il 1º marzo 1798 Murat tornò a Roma, "ricevuto con sommo applauso e accompagnato dagli evvive universali del popolo": portava con sé "le spoglie degli uccisi ribelli", ovvero "conche di rame, caldai, padelle, rotoli di tela, coperte, lenzuoli, galline ed asini", che nel complesso fecero apparire quell'ingresso trionfale una "scena comica e pietosa insieme".
Dopo il tentativo reazionario, la repubblica albanense continuò come se niente fosse la sua grama esistenza: il 13 marzo si costituirono sette compagnie della "Guardia Nazionale", formate da nove uomini ciascuna; il 14 marzo continuavano i problemi di approvvigionamento del grano, tanto che il 27 marzo si dovettero istituire i "bollettini"; ovvero le tessere annonarie. Il governo municipale provvedeva a stabilire i prezzi dei generi di più largo consumo, ed il 26 marzo fu effettuata una "requisizione generale dell'olio" nascosto dai proprietari per venderlo a prezzo maggiore fuori comune.
Nello stesso tempo, i rivoluzionari albanensi si occupavano anche dei necessari restauri della cattedrale di San Pancrazio. Ulteriori lavori alla cattedrale, e soprattutto al campanile pericolante, furono eseguiti durante l'occupazione napoleonica, tra il 1806 ed il 1809. D'altra parte, i francesi non esitarono a spogliare persino la venerata immagine mariana della Madonna della Rotonda dei preziosi accumulati presso di lei (come accadde anche in altri santuari mariani della zona, primo tra tutti il santuario di Santa Maria di Galloro).

### Età contemporanea

#### Dalla "prima Restaurazione" alla fine del XIX secolo

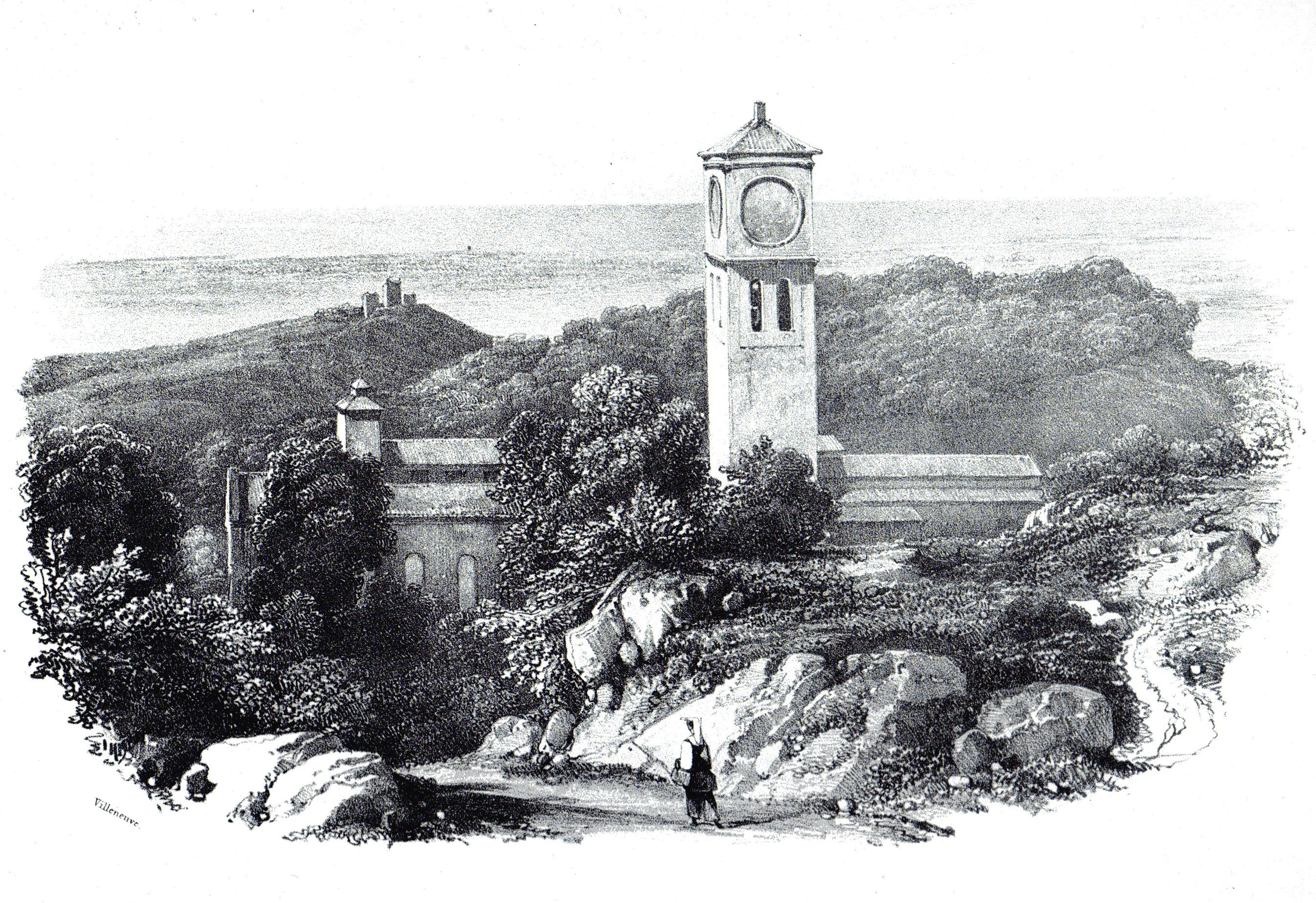
In primo piano, il campanile della chiesa di San Paolo, e sullo sfondo un'improbabile (ma romantica) veduta dei ruderi di Castel Savello in un'incisione ottocentesca di Villeneuve conservata presso il museo civico di Albano Laziale.

Due movimenti tellurici si registrarono ad Albano e nell'area albana nel 1829 (senza gravi danni a persone o cose, tanto che la salvezza venne attribuita alla Madonna della Rotonda) e nel 1850 (lo sciame sismico, dopo la scossa principale del 4 dicembre, continuò per otto mesi): ma la principale calamità che colpì Albano nell'Ottocento fu l'epidemia di colera del 1867. Tra le vittime illustri, il cardinale vescovo Lodovico Altieri, accorso in città per prendere in mano la situazione. Albano fu, a partire dall'Ottocento, grazie alla sua posizione geografica vicina a Roma ed al collegamento diretto rappresentato dalla via Appia, un importante luogo di villeggiatura per la nobiltà (spesso sovrani deposti) e per la media ed alta borghesia romana: tra gli altri ospiti illustri di Albano ci sono stati Guglielmo II di Germania, Margherita di Savoia, Manuele II del Portogallo, Maria Luisa di Borbone-Spagna, Carlo IV di Spagna, Carlo Emanuele IV di Savoia, Giuseppe Garibaldi e, in tempi più recenti, Fārūq I d'Egitto.
Dopo la presa di Roma del 20 settembre 1870 e l'annessione del Lazio al Regno d'Italia, ad Albano venne eletto il primo sindaco unitario nella persona di Bernardino Silvestroni. Nel 1884 venne portata l'acqua corrente in città, e nella circostanza furono riattivati i "Cisternoni" di età romana, che rimasero adibiti a quest'uso fino al 1912.
Negli ultimi anni dell'Ottocento iniziò anche ai Castelli Romani la lotta dei contadini contro lo sfruttamento semi-feudale dei proprietari terrieri, meno intensa rispetto a quanto avveniva nell'Italia settentrionale ma sicuramente più forte rispetto all'accettazione passiva dello sfruttamento presente nell'Italia meridionale. Nel 1882 venne fondata ad Albano la Società Operaia Mutuo Soccorso, con 135 soci iscritti: già nel 1889 in città si organizzavano manifestazioni per il suffragio universale, mentre si andò organizzando localmente il Partito Socialista Italiano, tanto che nel 1896 a Marino si tenne il primo convegno socialista romano, con la partecipazioni di sezioni locali di Roma e dei Castelli.

#### Il XX secolo

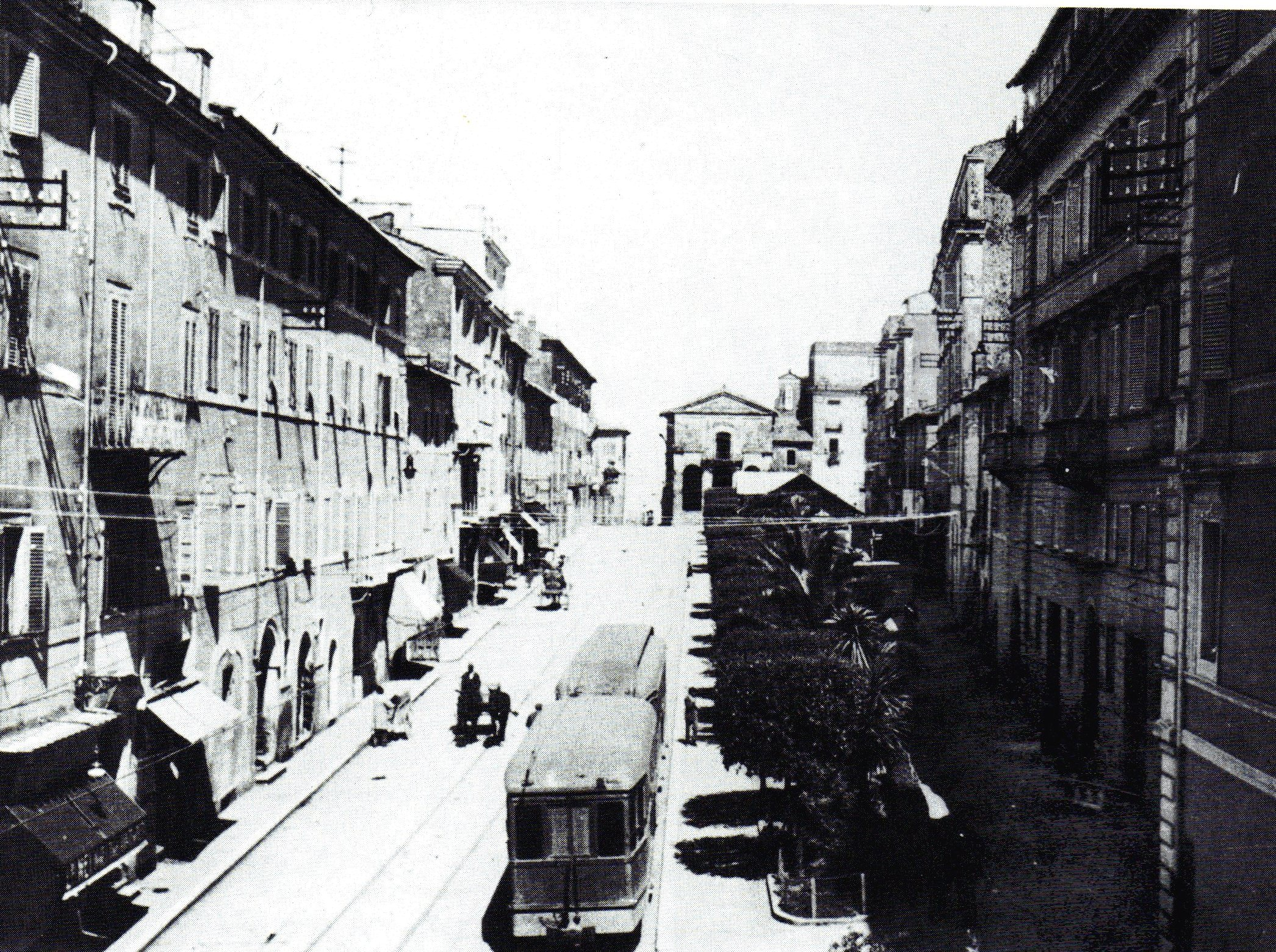
L'attuale corso Giacomo Matteotti in una cartolina fotografica postale posteriore all'apertura delle Tranvie dei Castelli Romani (1906) ma precedente alla demolizione della chiesa di San Rocco (sullo sfondo) e di palazzo Doria per l'apertura di piazza Giuseppe Mazzini (1951).

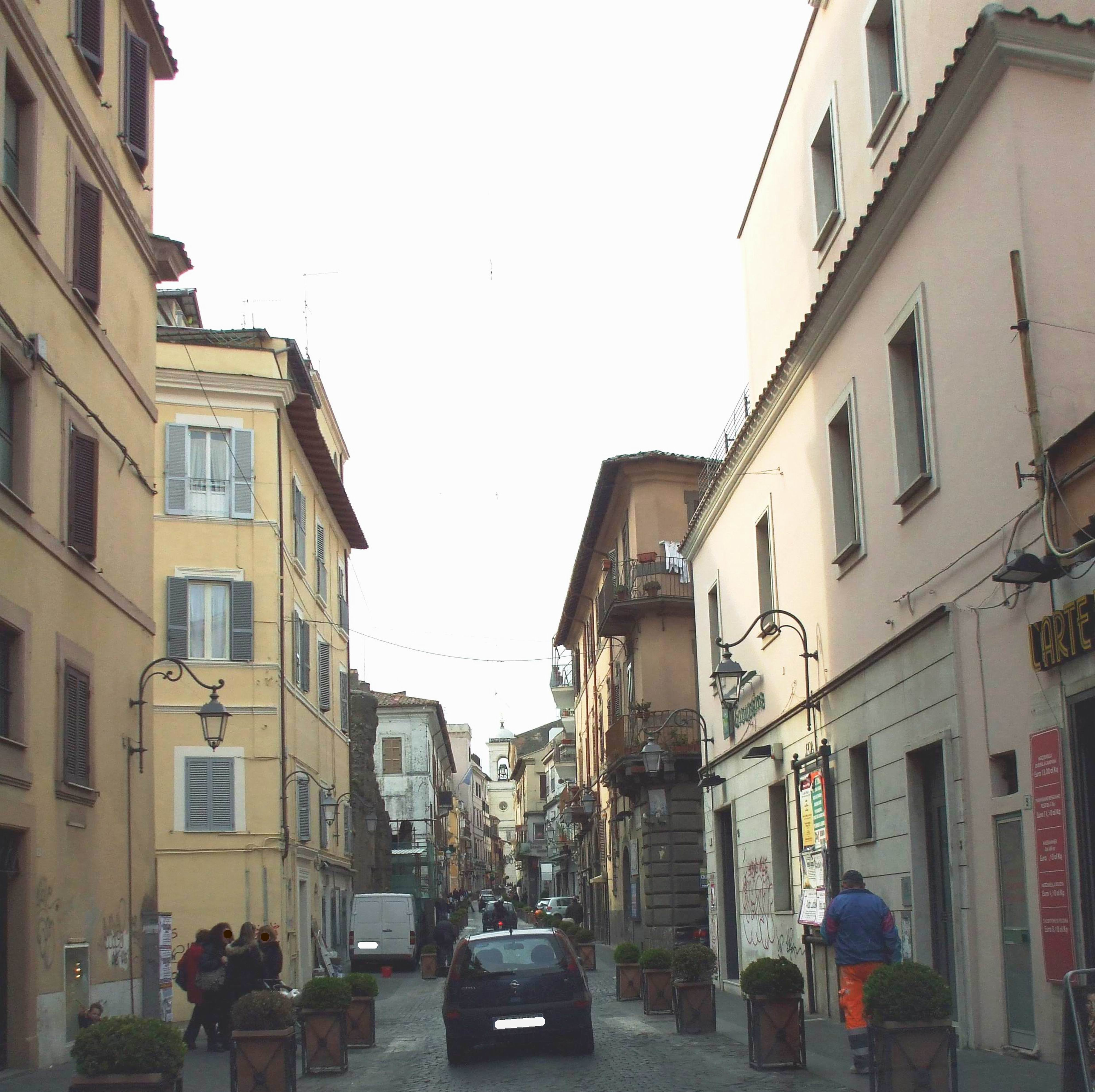
Il "corso di sopra" di Albano, via Alcide De Gasperi. Sullo sfondo, la cattedrale di San Pancrazio.

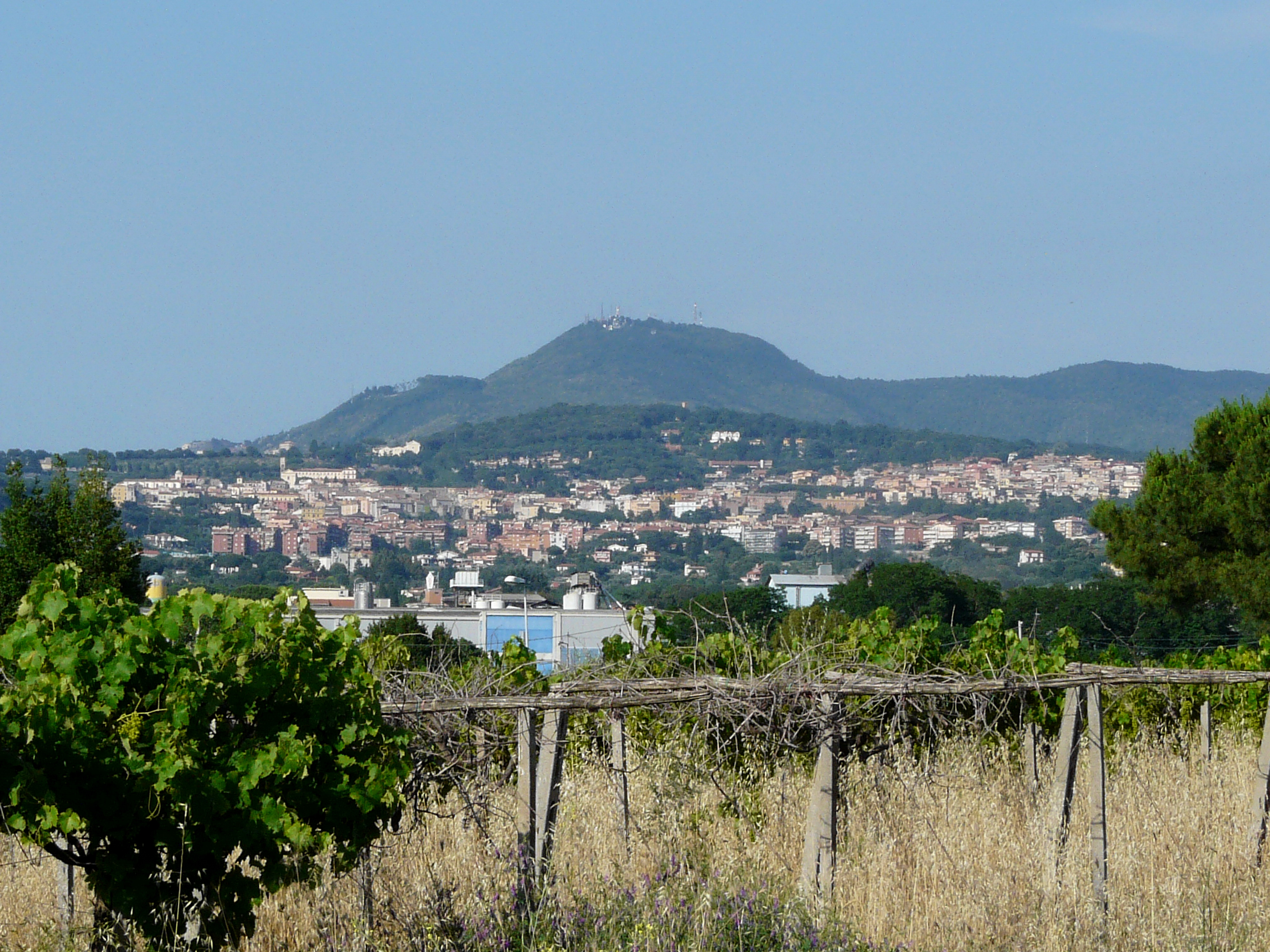
Il centro di Albano visto da Cecchina e, sullo sfondo, Monte Cavo.

##### Dall'inizio del secolo alla dittatura fascista
Nel 1897 i contadini di Albano organizzarono una delle prime invasioni di terre del Lazio, occupando alcuni terreni a Santa Palomba e Cancelliera: in quest'ultima località, 50 ettari furono occupati dai contadini nel 1903. Principali esponenti del socialismo albanense erano due ex-repubblicani, Luigi Sabatini (che fu sindaco) ed Augusto Bianchi.
Nel settembre 1917 si tenne ad Albano il locale congresso delle leghe contadine, ma nel 1918 si diffuse l'influenza spagnola, contro la diffusione della quale la giunta socialista prese efficaci soluzioni. Terminata la prima guerra mondiale, la lotta contadina si incentrò contro l'uso dei prigionieri di guerra, già usati nello scavo archeologico dell'anfiteatro romano di Albano Laziale guidato dall'archeologo Giuseppe Lugli: due proprietari terrieri albanensi furono accusati di farne uso in una loro tenuta a Solforate, presso Pomezia. Oltre ai prigionieri di guerra, un'altra fonte di lavoro a basso costo per i proprietari erano i lavoratori stagionali forestieri, provenienti soprattutto dall'Abruzzo e dal resto del Lazio: si calcola che nei soli tre comuni di Frascati, Marino ed Albano essi fossero 3000 in tempo di vendemmia.
Il "biennio rosso" si aprì con l'occupazione di tre oliveti dei marchesi Ferrajoli in diversi punti del territorio il 27 marzo 1919: il 1º aprile fu invasa una proprietà dei Doria Landi Pamphili in località Madonnella, il 2 aprile una proprietà della famiglia Gelosi. Il 10 aprile, in coincidenza con lo sciopero generale indetto a Roma, i contadini occuparono alcune proprietà dei Ferrajoli e dei Galli, ed il sindaco socialista Luigi Sabatini diede indirettamente il suo appoggio ai contadini nella loro lotta per la redistribuzione delle terre. Nel 1919 ci fu anche un risveglio degli ambienti cattolici castellani, in appoggio ai proprietari terrieri: emblematici gli scontri tra popolari e socialisti verificatisi ad Albano durante un comizio dei candidati deputati popolari Francesco Boncompagni Ludovisi e Luigi Capri Cruciani, terminati con un bambino di cinque anni, un contadino di quindici ed un carrettiere adulto feriti.
Alle elezioni politiche ed amministrative italiane del 1921 ad Albano vinse il socialista Dante Malintoppi, la cui robusta giunta rimase in carica fino allo scioglimento imposto dalla dittatura fascista nel 1923. Il fascismo ebbe difficoltà ad insediarsi ai Castelli Romani, e spesso dovette valersi di personaggi "riciclati" dal partito socialista o repubblicano: non per questo fu meno violento, ed anche ad Albano dimostrò le sue contraddizioni. Le elezioni politiche ed amministrative del 1924 (le prime dopo l'emanazione della legge Acerbo) diedero una scontata vittoria al Partito Nazionale Fascista in tutte le località dei Castelli (basti pensare che a Genzano di Roma, dove il fascismo era particolarmente violento, si era passati dai 378 voti repubblicani del 1921 ai 7 del 1924!), pur riservando alcune sorprese (a Rocca di Papa ad esempio popolari e social-comunisti ebbero insieme 1000 voti, senz'altro più dei fascisti).

##### Dalla seconda guerra mondiale alla fine del secolo
La seconda guerra mondiale colpì duramente i Castelli Romani: già il 9 settembre 1943 soldati tedeschi e soldati italiani della divisione "Piacenza" ebbero uno scontro a fuoco nell'attuale parco pubblico di villa Doria. Diciannove morti italiani e l'occupazione tedesca di Albano furono il bilancio di questo scontro, conseguenza dell'armistizio di Cassibile del 3 settembre, annunciato dal proclama Badoglio dell'8 settembre 1943.
Dopo lo sbarco anglo-americano ad Anzio (22 gennaio 1944) i Colli Albani furono duramente battuti dal fuoco incrociato: i primi bombardamenti colpirono Albano il 27 gennaio, ma l'ondata più devastante colpì la città il 1º febbraio, con la distruzione persino del convento della monache clarisse in piazza Pia. Il 10 febbraio tanti albanensi sfollati furono colpiti dal bombardamento di Propaganda Fide, avvenuto all'interno della zona extra-territoriale della Villa Pontificia di Castel Gandolfo. Albano, assieme ad Ariccia, Genzano di Roma, Lanuvio ed altri comuni prossimi alla linea di fronte, furono sfollati negli ultimi giorni di guerra.
Il secondo dopoguerra è stato un periodo di rinascita per la città e per il suo territorio: si sono sviluppate le popolose frazioni di Cecchina e Pavona, e la vita culturale cittadina si è intensificata con l'apertura negli anni settanta del museo civico di Albano Laziale. Negli anni sessanta la città si è affermata come importante polo scolastico: dopo il liceo scientifico paritario retto dai padri Giuseppini, aprirono il liceo ginnasio statale Ugo Foscolo e l'istituto professionale di stato Nicola Garrone.

#### Il Duemila
Sabato 25 febbraio 2006, a margine di un corteo organizzato dal movimento della destra radicale Movimento Sociale Fiamma Tricolore, il centro di Albano è stato teatro di scontri tra alcuni militanti di Fiamma Tricolore ed altri militanti di diverse forze antifasciste accorsi da Roma e da altre località dei Castelli Romani per contestare lo svolgimento del corteo, conclusosi con un comizio: il bilancio è stato di due feriti leggeri. Incidenti simili si sono verificati a margine della manifestazione nazionale di Fiamma Tricolore tenutasi ad Albano dal 13 al 16 settembre 2007.

## Monumenti e luoghi d'interesse

### Architetture religiose

#### Cattedrale di San Pancrazio

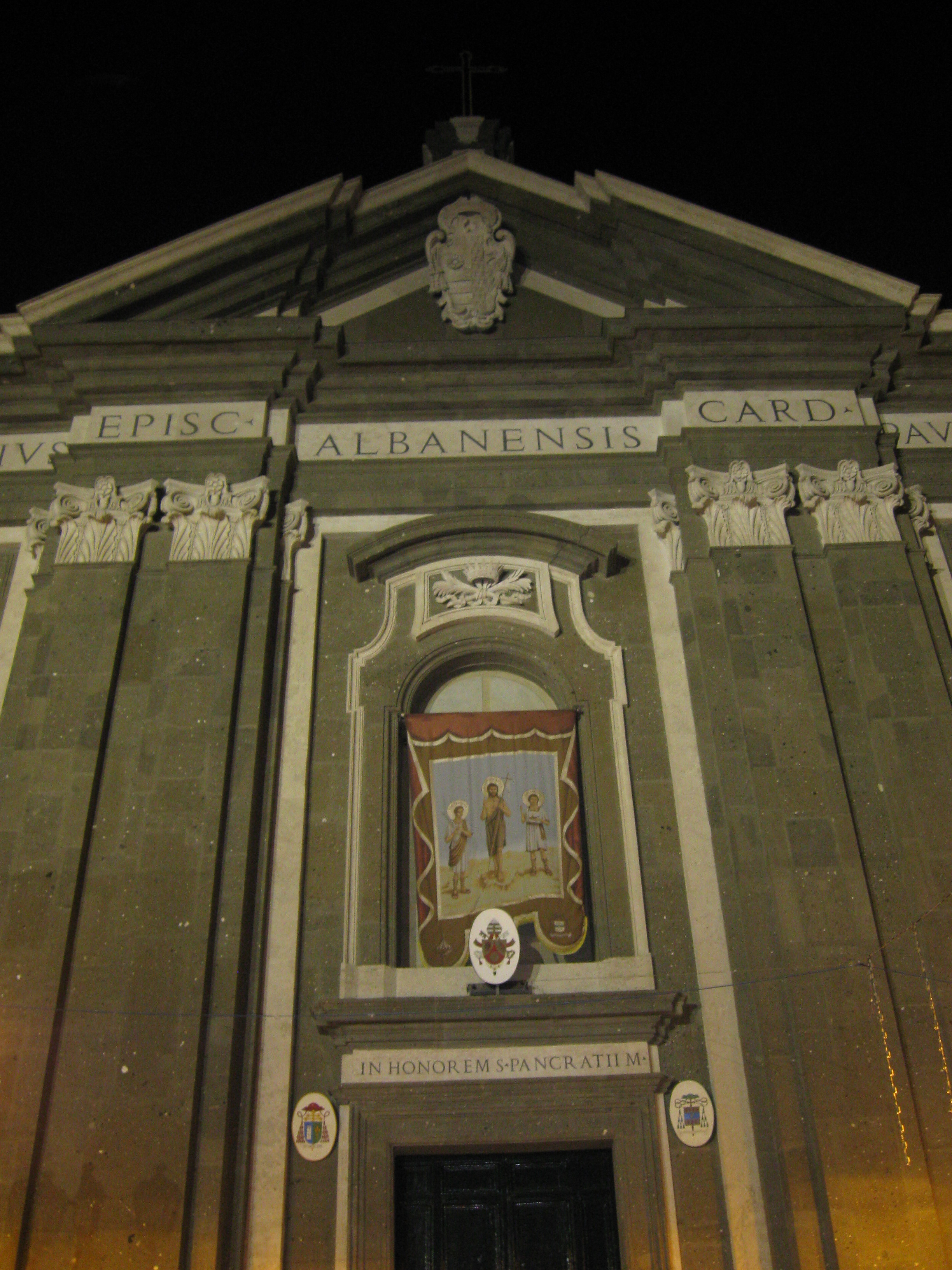
La basilica cattedrale di San Pancrazio.

La basilica cattedrale di San Pancrazio martire è il principale luogo di culto cattolico della città, nonché cattedrale della diocesi suburbicaria di Albano. La prima testimonianza dell'esistenza di una cattedrale ad Albano, intitolata a San Giovanni Battista, risale al pontificato di papa Silvestro I (314-335).
Lo stesso edificio venne ricostruito da papa Leone III (795-816) perché minacciava il crollo a causa della grande antichità: a questa fase risalirebbero i cospicui avanzi di colonne e murature antiche messi in luce all'interno dell'attuale cattedrale.
Altri interventi di restauro della cattedrale furono dovuti al cardinale vescovo Michele Bonelli alla fine del Cinquecento, al cardinale vescovo Flavio Chigi nel 1687 e, soprattutto, ai cardinali vescovi Ferdinando d'Adda e Fabrizio Paolucci tra il 1719 ed il 1722: quest'ultimo in particolare commissionò all'architetto Carlo Buratti la realizzazione della facciata.
Ulteriori interventi sulla struttura furono eseguiti nel periodo della Repubblica Romana (1798-1799) e tra il 1806 ed il 1808 si dovette intervenire sul campanile pericolante: tra il 1821 ed il 1826 si lavorò per riaprire al culto la navata destra verso piazza Pia, fino ad allora adibita a cimitero.
I restauri che hanno dato l'aspetto attuale alla cattedrale sono stati quelli del 1854-1858 e del 1912-1913.
Lavori di ripristino all'interno ed all'esterno della struttura si sono svolti nel 2007-2008, e si sono conclusi con la riconsacrazione dell'altare maggiore ad opera di papa Benedetto XVI il 21 settembre 2008.
La chiesa è a pianta basilica a tre navate e si presenta in architettura neoclassica dopo i restauri ottocenteschi: sulle navate si aprono sei cappelle laterali arredate con dipinti del XVII e XVIII secolo: tra le altre opere d'arte, si distinguono gli affreschi novecenteschi dell'abside, sotto la quale esiste una cripta al cui interno sono conservati alcuni ornamenti architettonici dell'antica basilica leonina.

#### Chiesa di San Pietro

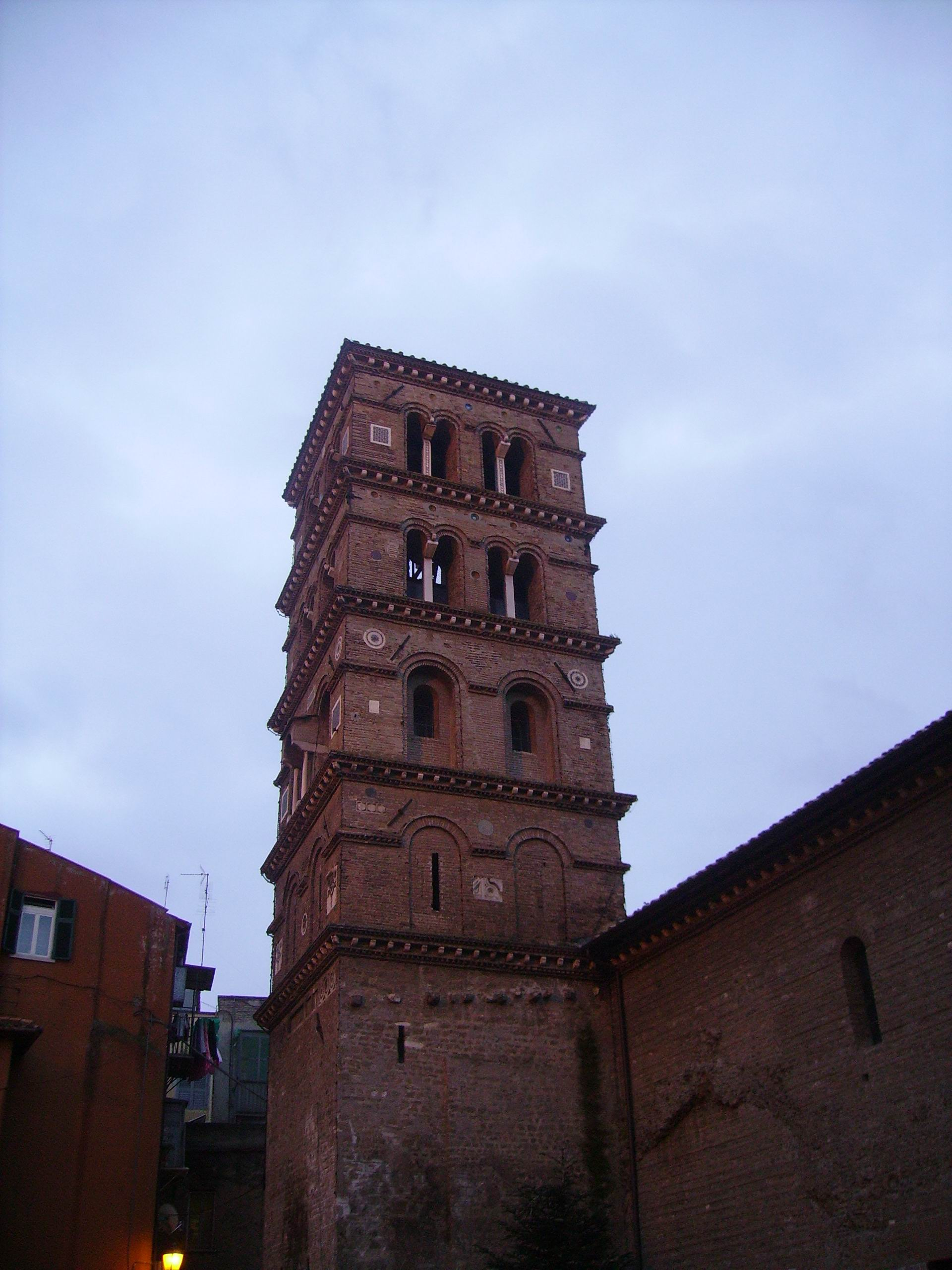
Il campanile romanico della chiesa di San Pietro apostolo.

La chiesa di San Pietro apostolo è uno dei più antichi luoghi di culto cattolici della città: ricavata in un locale delle terme di Caracalla con affaccio sulla via Appia Antica, fu fondata probabilmente all'epoca di papa Ormisda (514-523).
Il campanile, uno dei simboli della città di Albano, venne realizzato secondo il gusto dell'architettura romanica attorno al XII secolo, mentre nel XIII secolo fu eseguita la decorazione pittorica dell'interno della chiesa, oggi sopravvissuta in parte.
Nel 1440 la chiesa, data la sua vicinanza a palazzo Savelli, venne scelta dalla famiglia Savelli come cappella di famiglia: vi furono praticate alcune sepolture principesche e fino al 1697 i Savelli mantennero il giuspatronato sulla chiesa. All'interno, oltre ai summenzionati affreschi ed alle tombe principesche, fanno mostra di sé una pala d'altare cinquecentesca e due arazzi del 1771 e del 1851. In diverse parti della struttura sono incastonate parti architettoniche romane, come la trabeazione posta sulla porta orientale ed i componenti marmorei della porta occidentale, oltre ad un sarcofago del III secolo posto all'interno della chiesa.

#### Chiesa e convento di San Paolo

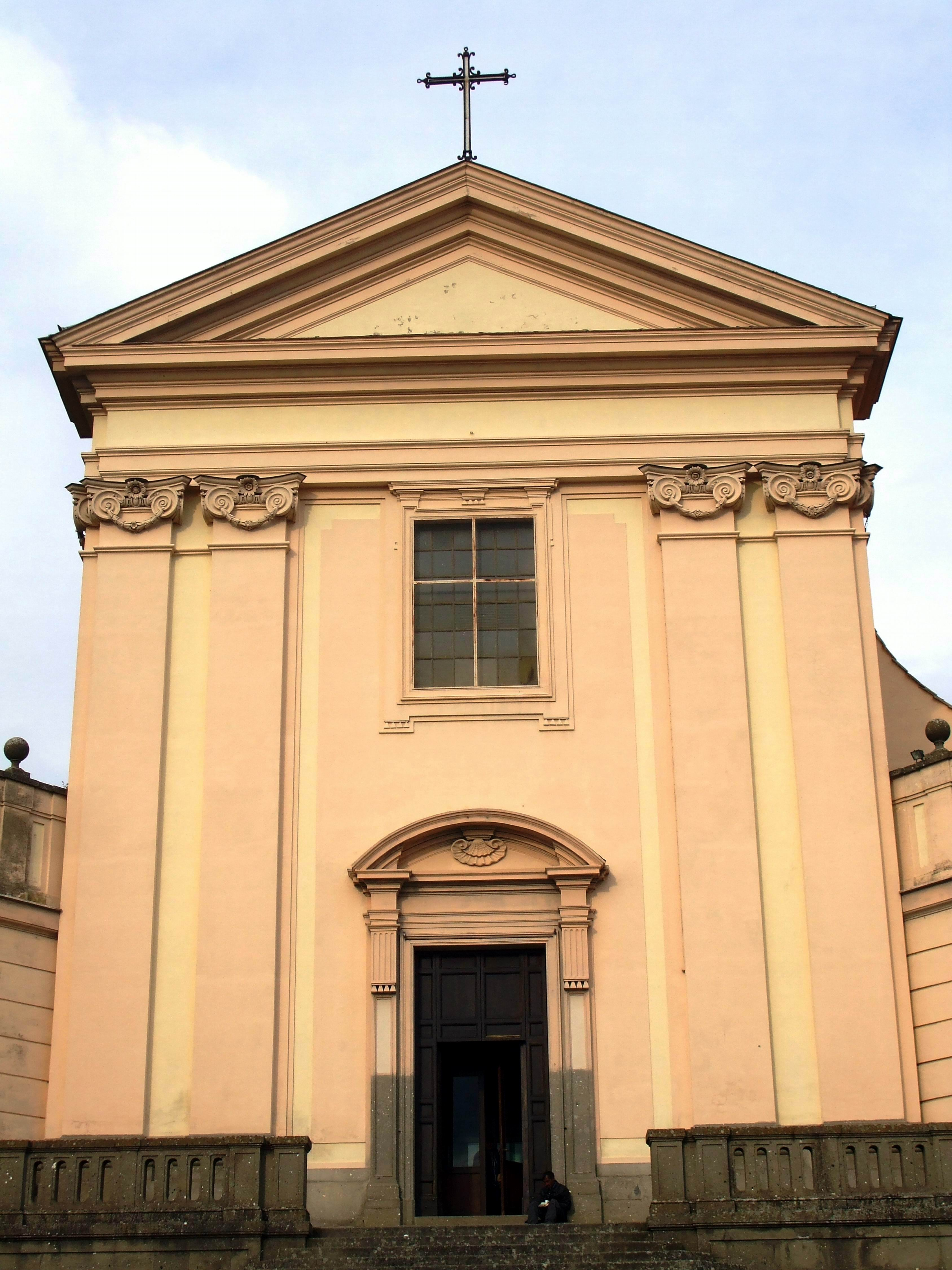
La chiesa di San Paolo.

La chiesa di San Paolo, dal 1999 anche nota come santuario di San Gaspare del Bufalo, è stata uno dei più importanti luoghi di culto di Albano, legato alla fondazione dell'omonima abbazia retta da padri Guglielmini voluta nel 1282 dal cardinale Giacomo Savelli, che dal 1285 diventò papa Onorio IV. L'abbazia fu dotata di ingenti proprietà terriere ad Albano e nei dintorni, tra cui il romitorio di Sant'Angelo in Lacu sul lago Albano, ed in seguito istituita in commenda in favore dei Savelli.
Ai Guglielmini subentrarono nel 1444 i padri Gerolamini, che rimasero nella chiesa fino alla chiusura dei conventi decretata durante l'occupazione napoleonica (1807-1814).
Alla metà del Seicento l'abate commendatario cardinale Paolo Savelli promosse la creazione del "tridente di strade" di Albano che spianò la strada per l'urbanizzazione del cosiddetto borgo San Paolo.
Nel 1769 il cardinale Marcantonio Colonna fece eseguire alcuni lavori di restauro alla chiesa, cadente, mentre nel 1821 ai Girolamini subentrarono nella gestione della chiesa e del convento i missionari del Preziosissimo Sangue, che dopo la morte del loro fondatore san Gaspare del Bufalo traslarono in un altare laterale parte del suo corpo, circostanza che attira ancora oggi ad Albano numerosi pellegrini da tutto il mondo.
L'adiacente convento fu completamente distrutto durante la seconda guerra mondiale, ed è stato ricostruito nel 1952: attualmente ospita anche il seminario vescovile ed un centro di formazione professionale.
Nell'interno ad una navata, oltre alle reliquie di san Gaspare, si possono ammirare l'affresco settecentesco sulla volta ed altri dipinti del XVIII secolo, fra cui una copia anonima del "Battesimo di San Paolo" di Pietro da Cortona conservata presso la chiesa di Santa Maria Immacolata a via Veneto a Roma.

#### Chiesa e convento di Santa Maria delle Grazie
La chiesa di Santa Maria delle Grazie è un luogo di culto cattolico di Albano, già menzionato secondo alcuni studiosi nel 1203 con il nome di Santa Maria Minore: ad ogni modo la chiesa venne affidata nel 1560 ai frati minori conventuali, che avevano anticamente la custodia della non lontana cattedrale di San Pancrazio, dal cardinale vescovo Giovanni Gerolamo Morone.
L'aspetto attuale della chiesa è fortemente influenzato da interventi successivi in architettura neoclassica. All'interno si possono ammirare alcuni dipinti del XVII secolo.

#### Chiesa e convento di Santa Maria della Stella

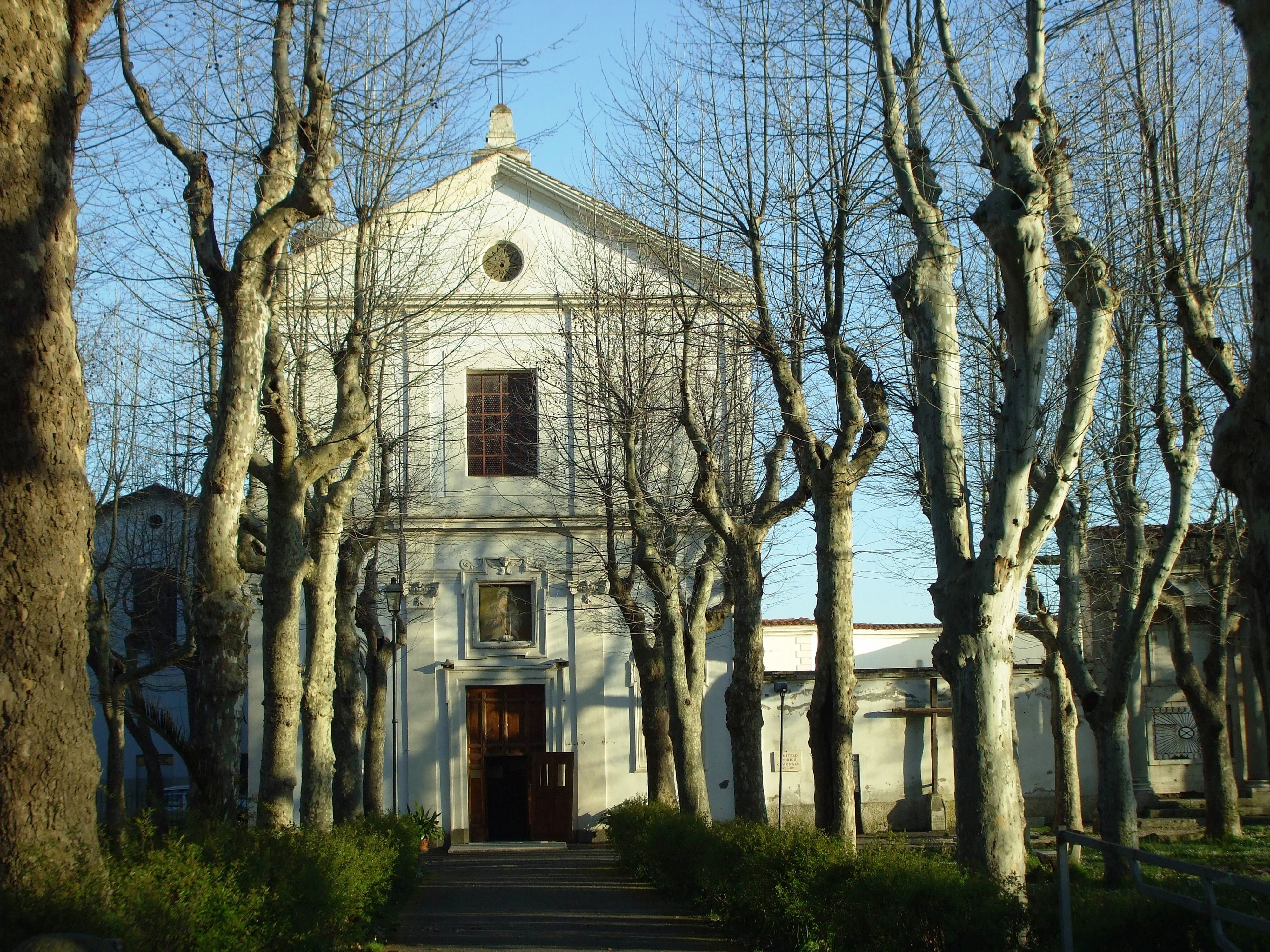
La chiesa di Santa Maria della Stella.

La chiesa di Santa Maria della Stella è uno dei luoghi di culto di Albano più ricchi di memorie storiche, grazie alla presenza nel sottosuolo dell'adiacente ex-convento dei padri Carmelitani delle catacombe di San Senatore.
Le catacombe furono ricavate in una cava dismessa di pozzolana già a partire dal IV o dal V secolo, e rimasero in uso fino al IX secolo circa: la chiesa ed il convento vennero fondati nel luogo di un antico romitorio nel 1565 per volontà di Fabrizio e Cristoforo Savelli.
La chiesa, crollata nel 1676, venne restaurata dall'ultimo principe Giulio Savelli ed in seguito dal cardinale Niccolò Coscia intorno alla metà del Settecento.
Nel 1826 il Comune collocò accanto alla chiesa il cimitero comunale, finora collocato nella navata destra della cattedrale di San Pancrazio: questo cimitero, sostituito dopo l'annessione del Lazio al Regno d'Italia nel 1870 con l'attuale cimitero comunale, è noto anche come "cimitero della peste" perché ha accolto soprattutto i morti per l'epidemia di colera del 1867. Altri restauri alla chiesa sono stati eseguiti nel 1957 e nel 1987.
All'interno in architettura tardo barocca ad una navata è possibile ammirare l'immagine sacra della Madonna, databile al XIV secolo, ed alcuni dipinti del XVIII secolo.

#### Chiesa e convento di San Bonaventura
La chiesa di San Bonaventura, anche denominata di San Francesco d'Assisi, è un luogo di culto di Albano adiacente al convento dei frati minori cappuccini. Il convento fu fondato nel 1619 per volere della principessa Flaminia Colonna Gonzaga, e la chiesa venne consacrata nel 1635 dal cardinale Giulio Savelli.
All'interno ad una navata in architettura tardo barocca, è da notare soprattutto la pala d'altare del pittore olandese Gerard van Honthorst. Accanto al convento si trova una vasta area boscosa in gran parte di proprietà comunale situata alla sommità del colle dei Cappuccini (615 m s.l.m.), dalla quale si ha una visuale panoramica sul lago Albano, da una parte, e dall'altra sulla città e sulla pianura costiera sottostante.

#### Chiesa e convento dell'Immacolata Concezione

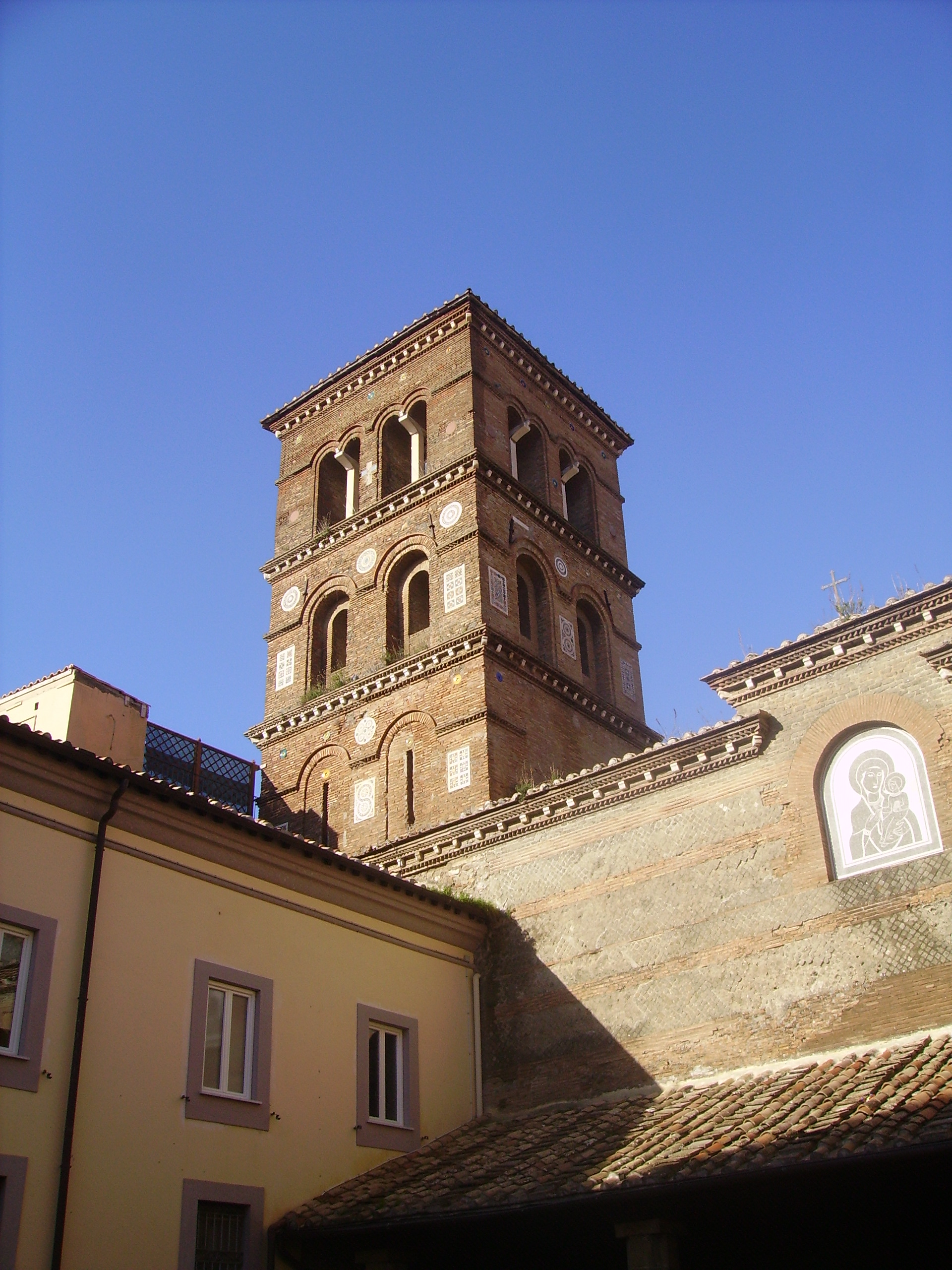
Il campanile romanico del santuario di Santa Maria della Rotonda.

La chiesa dell'Immacolata Concezione, meglio nota come chiesa delle Clarisse o, popolarmente, delle "sepolte vive", è un luogo di culto cattolico annesso al convento delle monache clarisse di stretta osservanza, fondato nel 1631 per volere della principessa Caterina Savelli e già autorizzato da papa Urbano VIII con bolla pontificia dell'8 agosto 1625.
Il convento, con prospetto su piazza Pia ma incluso nel perimetro della Villa Pontificia di Castel Gandolfo, fu, nonostante ciò, raso al suolo dal bombardamento aereo anglo-americano del 1º febbraio 1944 ed, in seguito, ricostruito. Nel bombardamento morirono 16 suore.
Oggi è incluso nel perimetro della zona extraterritoriale delle Ville Pontificie di Castel Gandolfo.

#### Santuario di Santa Maria della Rotonda
Il santuario di Santa Maria della Rotonda è il luogo di culto più antico della città e dell'intera diocesi suburbicaria di Albano: sorge infatti all'interno di un ninfeo romano edificato in età domizianea (81-96) come parte della villa di Domiziano a Castel Gandolfo. Consacrato all'uso di chiesa probabilmente attorno all'VIII secolo, la prima consacrazione ufficiale risale al 1060. Con molta cautela si può affermare che il santuario mariano fu gestito in questo periodo dai monaci basiliani dell'abbazia di Santa Maria di Grottaferrata, ma in occasione della seconda consacrazione del 1316 la gestione del luogo di culto spettava già alle monache agostiniane. Il santuario fu assegnato ai padri Gerolamini della basilica dei Santissimi Bonifacio ed Alessio all'Aventino in Roma nel 1444, e sotto questa proprietà rimase fino all'acquisto da parte del cardinale vescovo Giovanni Battista Pallotta nel 1663: presso il santuario fu installato il seminario vescovile nel 1667, assegnato dal 1708 al 1801 ai padri Scolopi.
L'attuale aspetto dell'edificio è dovuto ai drastici restauri del 1935-1938, che hanno eliminato ogni traccia non solo delle manomissioni seicentesche ma anche degli interventi trecenteschi ed alto-medioevali: nell'interno, a pianta centrale con cupola forata al centro ad imitazione del Pantheon di Roma seppur in scala ridotta, oltre all'immagine mariana databile attorno all'VIII secolo sono conservati alcuni cicli pittorici del XIV secolo e, nel portico, il pavimento musivo originale di età domizianea.

### Architetture civili

#### Palazzo Savelli

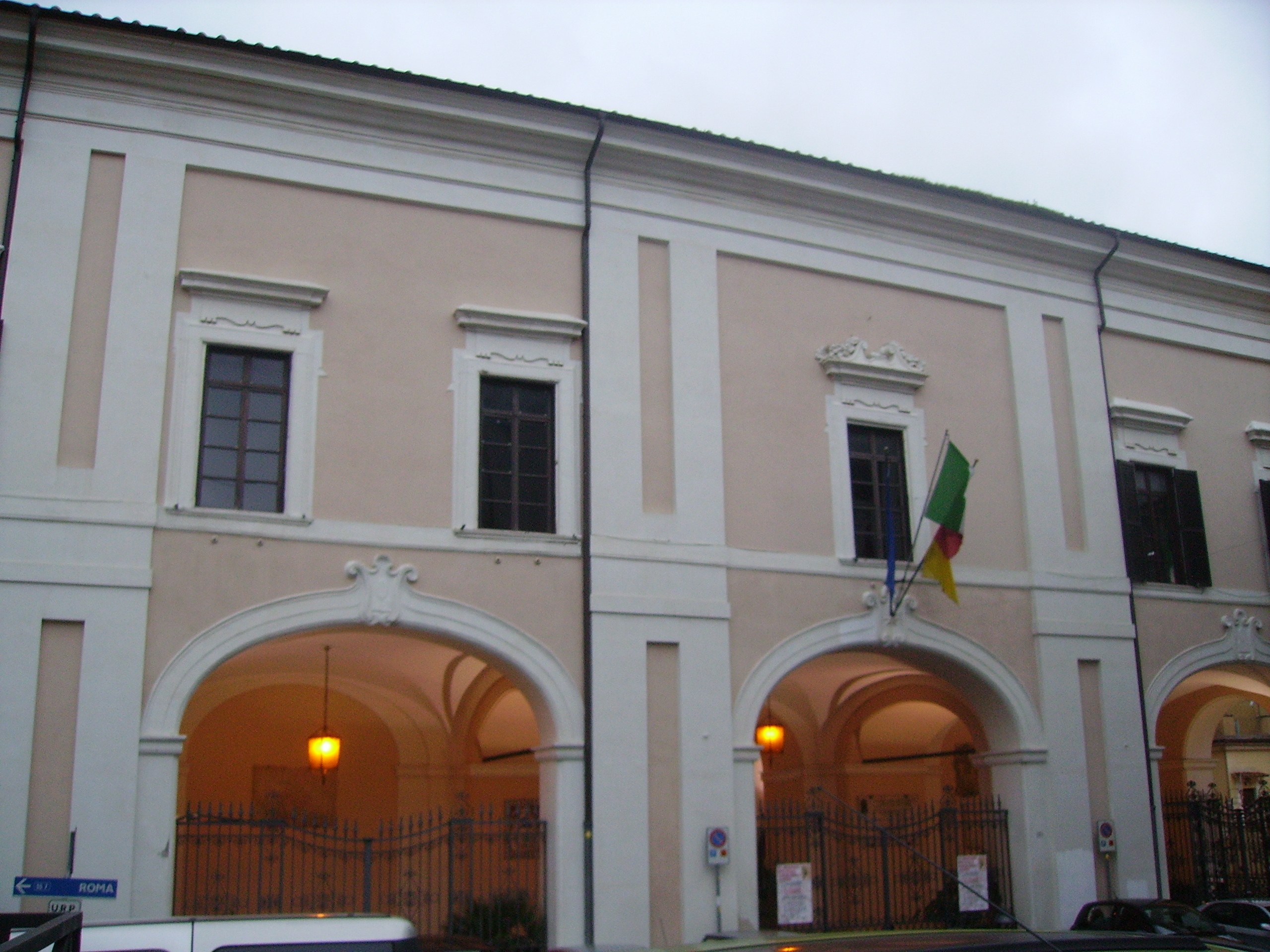
Palazzo Savelli.

Palazzo Savelli è il palazzo storico più importante della città, attualmente destinato a residenza municipale assieme all'adiacente palazzo Camerario. In età romana nella zona del palazzo si trovavano alcuni impianti termali, a quanto è possibile evincere da diverse fistole acquarie di età domizianea rinvenute nel sito: attorno al XIII secolo venne strutturato da Luca Savelli o dal figlio Giacomo come fortificazione lungo la via Appia Antica. L'antica funzione militare è richiamata, oltre dai due torrioni quadrangolari che affacciano su piazza San Pietro, dalla tecnica muraria in blocchetti di peperino con spesso letto di malta.
Infine, tra il Cinquecento ed il Seicento, il castello subì la trasformazione in residenza nobiliare della famiglia Savelli: dopo l'acquisizione del feudo da parte della Camera Apostolica nel 1697 al palazzo venne aggiunto l'adiacente palazzo Camerale con affaccio su corso Alcide de Gasperi, collegato al corpo centrale attraverso un cavalcavia, e l'edificio fu riadattato a residenza di ospiti illustri. Diventato sede municipale di Albano nel 1870, gli interni furono risistemati negli anni trenta dal pittore Aldo Albani.
All'interno del palazzo si trovano i locali dell'ex-pretura al piano terra, utilizzati come sede di mostre temporanee e convegni, lo scalone che conduce al piano nobile, dove si trova il salone d'onore affrescato oggi utilizzato come sede del consiglio comunale. Nel portico al piano terra sono conservate alcuni decorazione della demolita porta Romana, assieme ad altre lapidi ed iscrizioni moderne.

#### Palazzo Rospigliosi

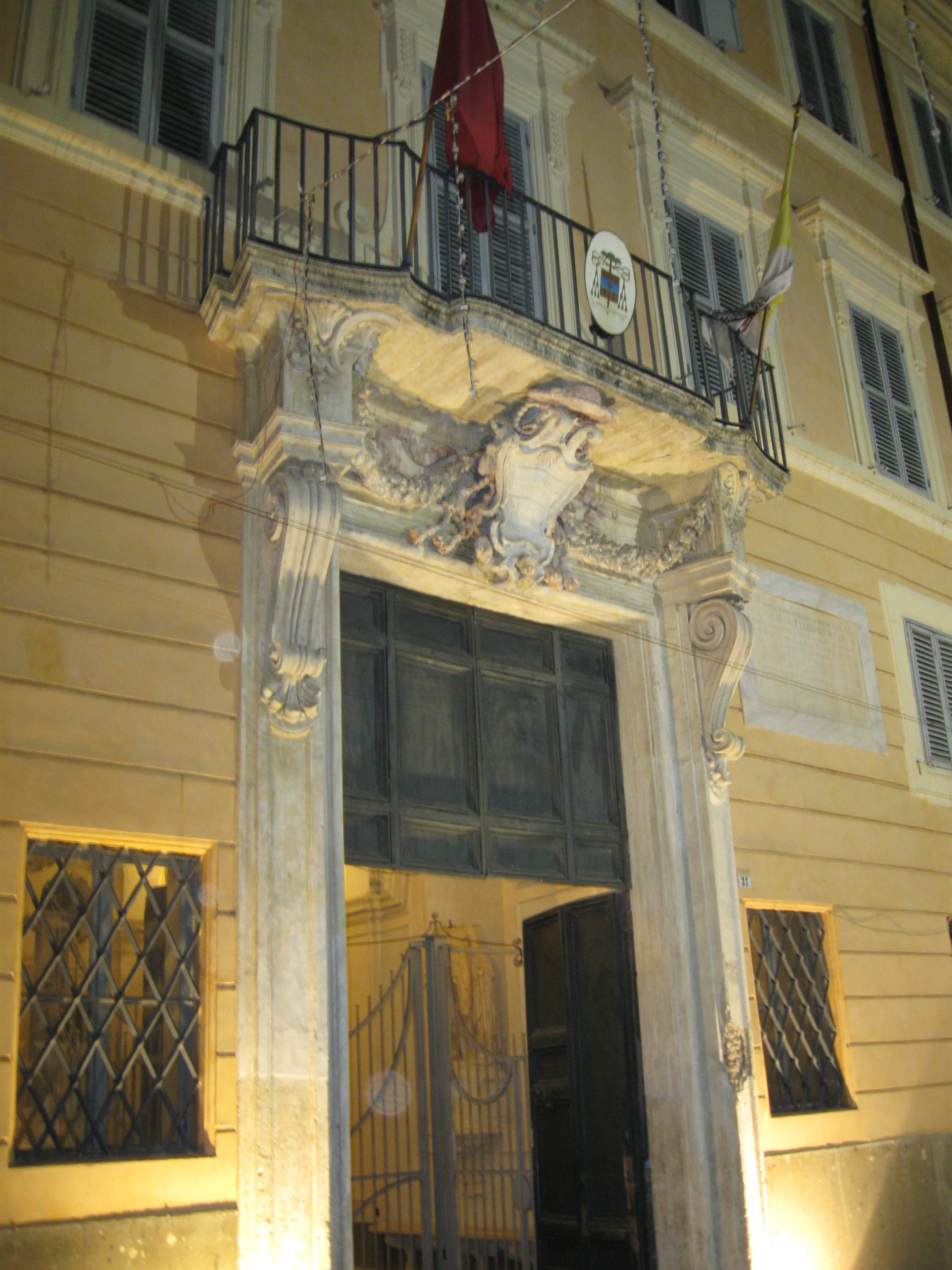
Il portale del palazzo Vescovile.

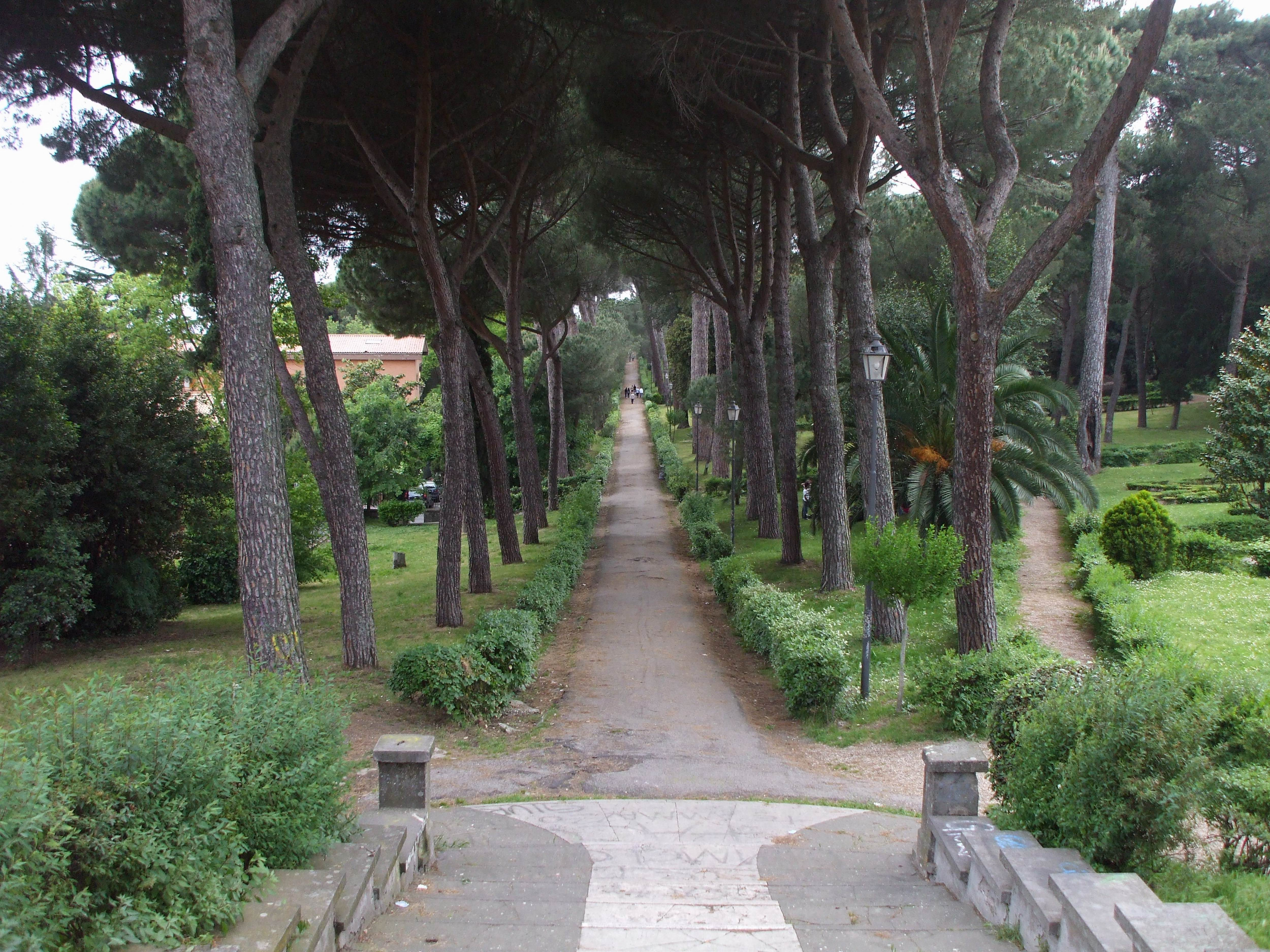
Il viale inferiore del parco pubblico di Villa Doria.

Palazzo Rospigliosi è un palazzo storico costruito dalla famiglia Rospigliosi nel 1667 nel costruendo borgo San Paolo, sull'attuale via san Leonardo Murialdo. Dagli anni trenta nell'edificio si sono installati i padri Giuseppini del Murialdo che hanno fondato un liceo scientifico ed oggi vi mantengono oltre allo scientifico una scuola primaria, una scuola secondaria di primo grado ed un liceo classico paritari.

#### Palazzo Pamphilj
Palazzo Pamphilj, anche chiamato del Collegio Nazareno, è uno dei palazzi storici di Albano più grandi ed interessanti dal punto di vista architettonico: la genesi della sua costruzione è stata presa in esame in uno studio dell'accademia degli Incolti del 1988 come esemplificativa di una fabbrica patrizia settecentesca nell'Agro Romano.
Il palazzo fu costruito tra il 1708 ed il 1717 per volere del cardinale Benedetto Pamphilj nel luogo di due preesistenti casini di villeggiatura, il casino Maculani ed il casino Bottini. Dopo alterne vicende nel 1764 il palazzo venne venduto ai padri Scolopi del Collegio Nazareno in Roma che lo adattarono a luogo di villeggiatura estiva dei loro alunni: i lavori che hanno dato fondamentalmente l'aspetto attuale al palazzo furono eseguiti nel 1777.
Gli Scolopi continuarono ad utilizzare il palazzo fino al 1944, quando il Comune di Albano firmò una convenzione con i religiosi per installare nel palazzo 52 famiglie di sfollati senzatetto della seconda guerra mondiale: il palazzo fu così "violentato", per usare una colorita espressione degli studiosi Marco Silvestri ed Enzo d'Ambrosio, per ricavare al suo interno appartamenti. Attualmente l'edificio, abbandonato dagli sfollati, versa nel degrado più totale.

#### Palazzo Vescovile
Il palazzo Vescovile, anche denominato palazzo Lercari, venne fondato dal cardinale Nicolò Maria Lercari nella prima metà del Settecento: il palazzo ospitò papa Benedetto XIII già durante il viaggio per la visita apostolica a Benevento del 1727.
Fu donato alla Curia diocesana come residenza vescovile alla morte del cardinale nel 1757, dato che fino ad allora la città era sprovvista di una residenza per il proprio cardinale vescovo, esentato dall'obbligo di residenza imposto a tutti gli altri vescovi dal Concilio di Trento. Il cardinale vescovo Francesco Scipione Maria Borghese intraprese ingenti lavori di sistemazione dell'edificio, che ospitò i cardinali vescovi per sei mesi l'anno: oggi vi hanno sede stabilmente gli uffici diocesani ed il vescovo.

#### Palazzo Corsini
Palazzo Corsini è un palazzo storico di Albano edificato lungo la via Appia nell'attuale borgo Garibaldi attorno alla prima metà del Settecento dalla famiglia Corsini assieme al grande giardino all'italiana: nel 1817 il palazzo fu rinnovato da Carlo IV di Spagna, lo spodestato monarca spagnolo, mentre nel 1844 venne restaurato e soprannominato dall'architetto Pietro Antonio Giorni "locanda reale". Oggi ospita la direzione generale dell'Azienda Sanitaria Locale RMH.

#### Villa Doria
Il parco pubblico di Villa Doria, meglio noto semplicemente come villa Doria, è la più grande area verde del centro di Albano. Il palazzo e la villa furono costruiti all'inizio del Settecento dal cardinale vescovo Fabrizio Paolucci assieme alla cappella di San Giobbe, arredata da un quadro del pittore Carlo Maratta, diventò in seguito di proprietà della famiglia Doria. Il palazzo venne completamente distrutto durante la seconda guerra mondiale, mentre la villa fu teatro della battaglia di Villa Doria tra italiani e tedeschi il 9 settembre 1943, conclusasi con la morte di ventisei soldati italiani. Le macerie del palazzo furono sgomberate nel 1951 per lasciare spazio all'attuale piazza Giuseppe Mazzini. La villa è parco pubblico, ed all'interno del perimetro verde si trovano i resti di una villa romana attribuita a Gneo Pompeo Magno.

#### Villa Altieri

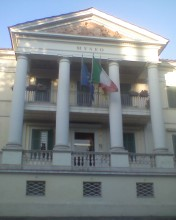
Villa Ferrajoli.

Villa Altieri è una villa costruita sulla via Appia all'ingresso di Albano all'inizio del Settecento dal cardinale Lorenzo Altieri sul sito di una casa colonica di proprietà della famiglia Savelli: i lavori terminarono entro il 1720.
Oggi il palazzo con il suo maestoso portale sulla via Appia, già di proprietà Oblati di San Francesco di Sales, ospita un ristorante. La villa invece è un parco pubblico adiacente alla scuola media statale "Giovanni Pascoli".

#### Villa Ferrajoli
Il parco pubblico di villa Ferrajoli, meglio noto semplicemente come villa Ferrajoli, è una villa edificata all'inizio dell'Ottocento da Domenico Benucci di fronte a palazzo Corsini. La villa e la palazzina furono acquistate nel 1845 dal marchese Giuseppe Ferrajoli, che ampliò e sistemò il complesso in architettura neoclassica. La palazzina venne acquistata dal Comune di Albano nel 1948: la villa fu amputata di molte parti su cui è sorto il moderno quartiere Villa Ferrajoli. Nell'edificio venne collocato nel 1970 l'istituto professionale di stato "Nicola Garrone" e nel 1974 divenne idonea sede per il museo civico di Albano, per iniziativa del direttore dello stesso Pino Chiarucci.

#### Villa Venosa-Boncompagni
Villa Venosa-Boncompagni venne costruita nel 1857 dalla famiglia Boncompagni nell'attuale borgo Garibaldi sulla via Appia: rinomato fu il giardino, popolato di piante autoctone e tropicali conservate all'interno di dodici grandi serre. Oggi palazzo e villa sono decaduti ed utilizzati ad uso di civili abitazioni.

### Architetture militari

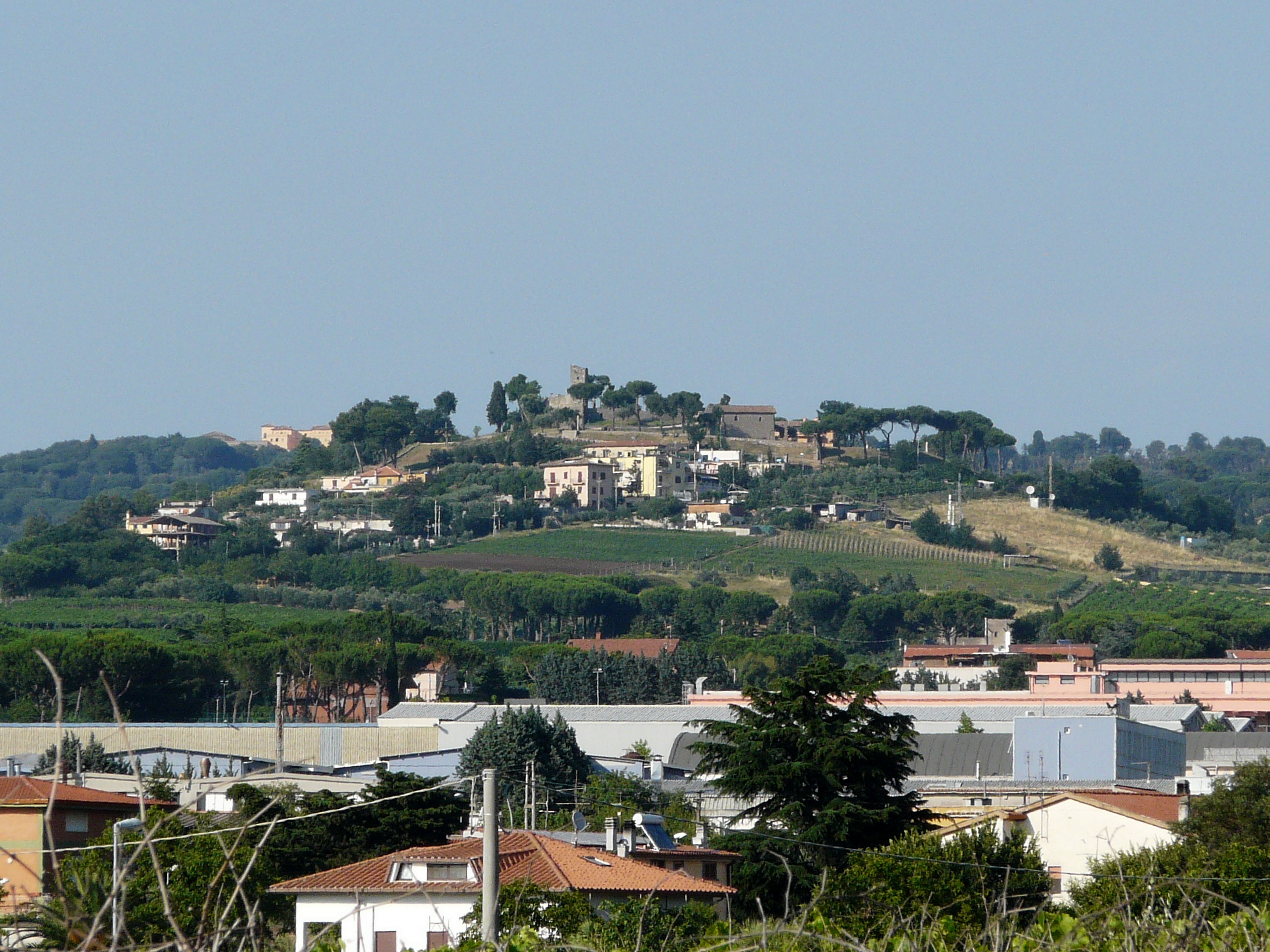
Castel Savello.

In età medioevale Albano fu cinta di mura, poiché nell'XI secolo fu roccaforte di papa Pasquale II in due occasioni, nel 1108 ed ancora nel 1116, e nel XIII secolo i Savelli si curarono di fortificare la città con la costruzione dell'attuale palazzo Savelli e, probabilmente, trasformando l'anfiteatro romano in una fortezza chiamata "palatium", menzionata nel 1203 e nel 1217.
Tutte le fortificazioni furono smantellate nel 1436, quando la città fu rasa al suolo dal cardinale Giovanni Maria Vitelleschi: ad oggi, perciò, è impossibile seguire il tracciato delle mura medioevali.
Invece è possibile identificare almeno tre porte: porta San Paolo, che si apre in piazza San Paolo presso l'omonima chiesa, l'unica ancora in piedi, e due porte demolite in età recente, la porta dei Cappuccini, accesso medioevale che si apriva a metà dell'attuale via San Francesco d'Assisi, demolita nell'ultimo trentennio dell'Ottocento per allargare la strada, e la porta Romana, la più pregevole dal punto di vista artistico, ricostruits sotto il pontificato di papa Clemente XI nel 1713: demolita nel 1906 per lasciar passare la linea tranviaria delle Tranvie dei Castelli Romani, nonostante le proteste del professor Giuseppe Del Pinto, che riuscì a far salvare i componenti monumentali della porta, oggi collocati nell'atrio di palazzo Savelli.

### Resti archeologici

#### Ville di età repubblicana
Tra le ville che sorsero nell'area albana in età repubblicana, la più importante e la meglio conservata è quella di Gneo Pompeo Magno, situata convenzionalmente (e secondo alcuni archeologi a torto) nel sito dell'attuale parco pubblico di villa Doria: poco distante da essa sulla via Appia all'ingresso della città si trova un sepolcro romano popolarmente conosciuto come il sepolcro di Pompeo, attribuzione considerata probabile dagli archeologi. Tra le altre ville o fondi sono notevoli da menzionare quelle di proprietà di Quinto Aurelio (di ignota ubicazione, secondo alcuni storici posta presso l'imbocco della moderna tangenziale di Albano sulla via Appia provenendo da Roma), di Lucio Albucio Iusto (di ignota ubicazione), di Marco Giunio Bruto (di ignota ubicazione), di Publio Clodio Pulcro (ubicata con grande probabilità sulla via Appia presso la località Ercolano in comune di Castel Gandolfo), oltre alle ville anonime trovate presso la sponda meridionale del lago Albano e alla stazione ferroviaria di Albano Laziale.

#### Ville di età imperiale
In età imperiale sorsero nuove ville nel territorio albanense, come quella di Lucio Anneo Seneca situata sulla sponda meridionale del lago Albano e quella di Publio Papinio Stazio, sita in luogo non identificato. Inoltre la villa repubblicana di Gneo Pompeo Magno fu riconvertita dopo Augusto (27 a.C.-17) in tenuta imperiale, e tale rimase fino all'età flavia: in età adrianea fu poi alienata dal patrimonio imperiale, salvo tornare tra i possedimenti imperiali entro il IV secolo.
Tuttavia, il complesso residenziale più vasto che occupò il territorio del centro di Albano in età imperiale fu la villa di Domiziano a Castel Gandolfo: vasta complessivamente 13 o 14 chilometri quadrati, attraversata da una fitta rete di strade e servita da almeno tre acquedotti, la parte "padronale" della tenuta si estendeva su tre colli, tra Castel Gandolfo ed Albano Laziale, occupando grossomodo il sito dell'attuale villa Barberini, nella zona extra-territoriale della Villa Pontificia di Castel Gandolfo. Suddivisa in tre terrazzamenti, questa parte ospitava le cisterne, gli impianti termali, alcuni ninfei ed una terrazza sul lago Albano ed il teatro al primo ripiano in alto, il criptoportico, l'ippodromo ed il palazzo al secondo ripiano, costruzioni sparse al terzo, verso la via Appia Antica.

#### I "Castra Albana"
I "castra"

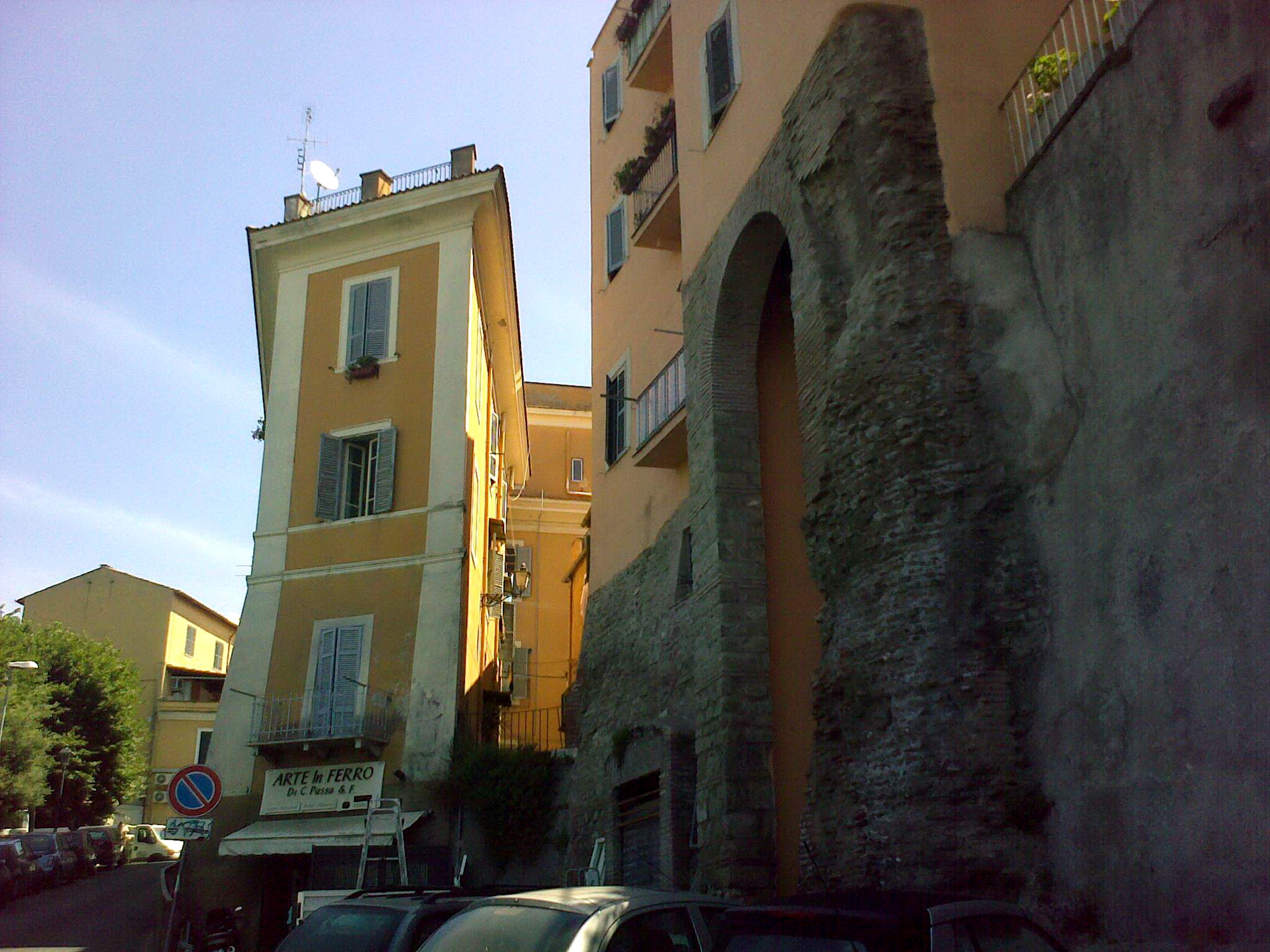
Via don Carlo Gnocchi: costruzioni moderne fondate sulle terme di Caracalla.

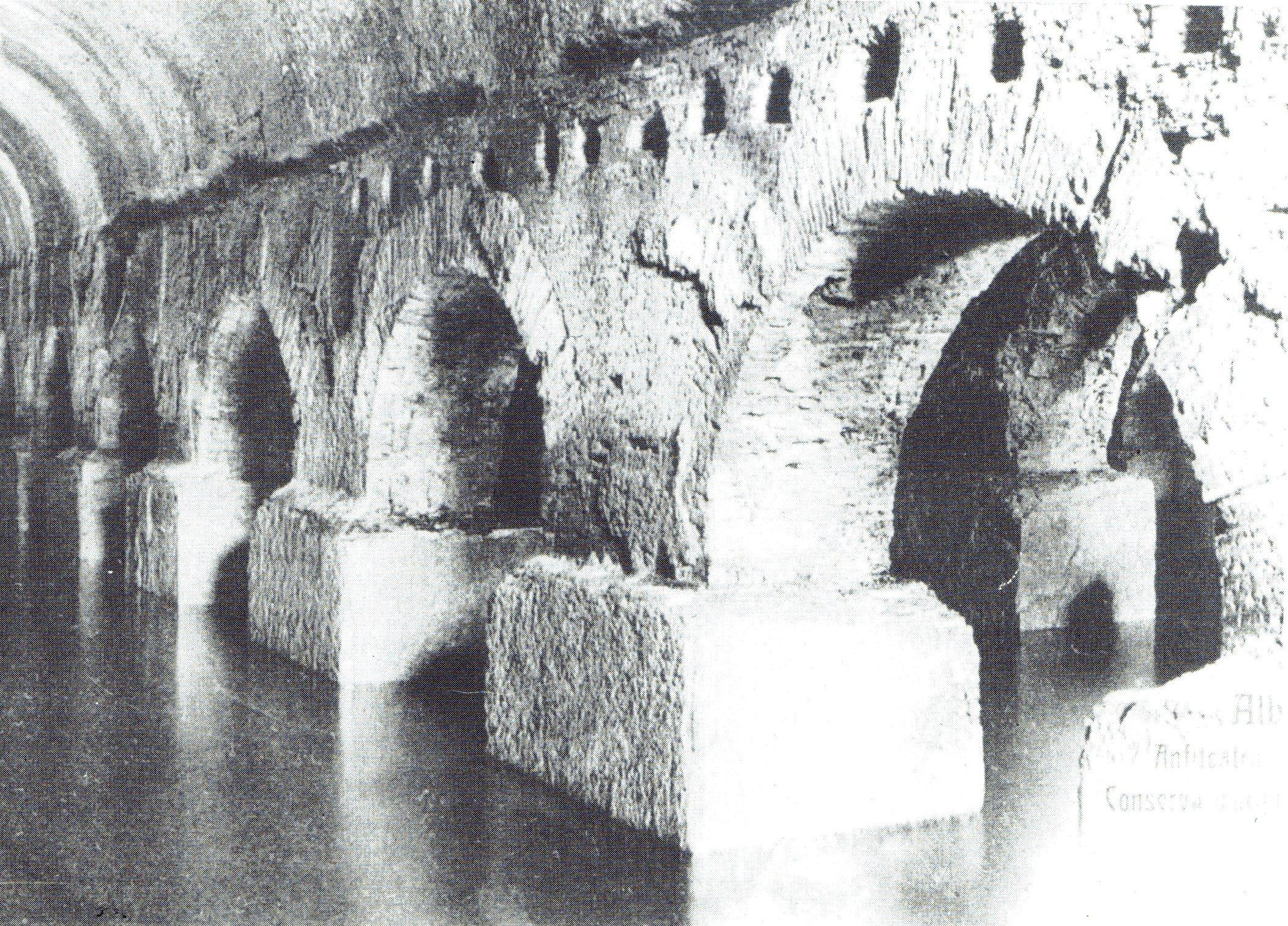
"I Cisternoni" in una cartolina fotografica postale precedente al loro abbandono nel 1912.

I Castra Albana furono l'accampamento fortificato stabile della Legio II Parthica in Italia, fondato dall'imperatore Settimio Severo (193-211) non appena fu salito al potere, per la sua sicurezza politica. La legione continuò a prosperare fino alla seconda metà del III secolo, ma all'inizio del IV secolo i castra risultavano già abbandonati: sul sito di questi nacque nell'alto Medioevo l'attuale città di Albano.
Il perimetro delle mura dei castra è di 1334 metri: i resti più abbondanti si trovano sul lato sud-est in via Castro Partico, dove resta un tratto di muro di 142 metri di lunghezza. Resti notabili della cerchia si trovano nella stessa via Castro Partico, dove ci sono una torretta di guardia rettangolare e la porta principalis sinixtra, in via Alcide De Gasperi davanti a palazzo Savelli, dove si trova l'imponente porta praetoria, e nel sottosuolo di via San Pancrazio, dove resta una torretta di guardia circolare.
Degli edifici interni ai castra rimane ben poco: del praetorium non si conosce nulla tranne il probabile sito, degli alloggiamenti dei soldati si sono rinvenuti solo muri sporadici in diversi punti della città, mentre si hanno più elementi per quanto riguarda le "thermae parvae", un piccolo impianto termale situato presso l'attuale piazza della Rotonda, e soprattutto de "i Cisternoni", una grande cisterna romana i cui lati lunghi misurano 45.50 e 47.90 metri, mentre i lati corti sono di 29.62 e 31.90: la superficie è di 1436.50 metri quadrati, con una capacità di 10.132 metri cubi d'acqua.
Le terme di Caracalla

Delle terme di Caracalla o "di Cellomaio" restano alcuni imponenti elementi, visibili nell'insieme da via Volontari del Sangue: questo grande impianto termale esterno alle mura dell'accampamento venne costruito dall'imperatore Caracalla (211-217) poco dopo la realizzazione dei castra. La struttura dell'edificio è costituita da un nucleo cementizio di scaglie di peperino, interrotto a tratti da laterizi, rivestito da mattoni: l'unico locale intero è un'aula di 37 metri per 12 occupata fin dall'alto Medioevo dalla chiesa di San Pietro.
L'anfiteatro romano

L'anfiteatro romano venne costruito dopo le terme, attorno alla metà del III secolo, fuori dalle mura dei castra, sempre in funzione della presenza dei legionari partici. Attualmente è visibile tutto l'emisfero meridionale dell'anfiteatro, mentre la parte settentrionale è interrata dai muri di costruzione di via San Francesco d'Assisi e di via dell'Anfiteatro Romano. Tra gli altri avanzi, in parte scavati nella roccia viva di peperino in parte costruiti in opus quadratum della stessa pietra, ci sono il pulvinar, ovvero il palco imperiale, i particolarissimi e "bizzarri" fornici sostruttivi, gli altrettanto particolari vomitoria, ovvero i corridoi d'accesso all'arena.
Il sepolcreto della Selvotta
Il sepolcreto della Legio II Parthica fu individuato presso la località Selvotta, ai confini comunali tra Albano Laziale ed Ariccia, a partire dal 1866: negli anni sessanta si erano scoperte una cinquantina di tombe, buona parte dotate di epigrafe funeraria. Tutte le tombe presentavano la stessa tipologia di realizzazione, con le casse scavate nella roccia viva di peperino ed i coperchi realizzati in un blocco monolitico della stessa pietra, in genere a forma di tetto o di coperchio. Nel sepolcreto trovavano sepoltura anche le mogli ed i figli dei legionari partici.

#### Sepolcri isolati

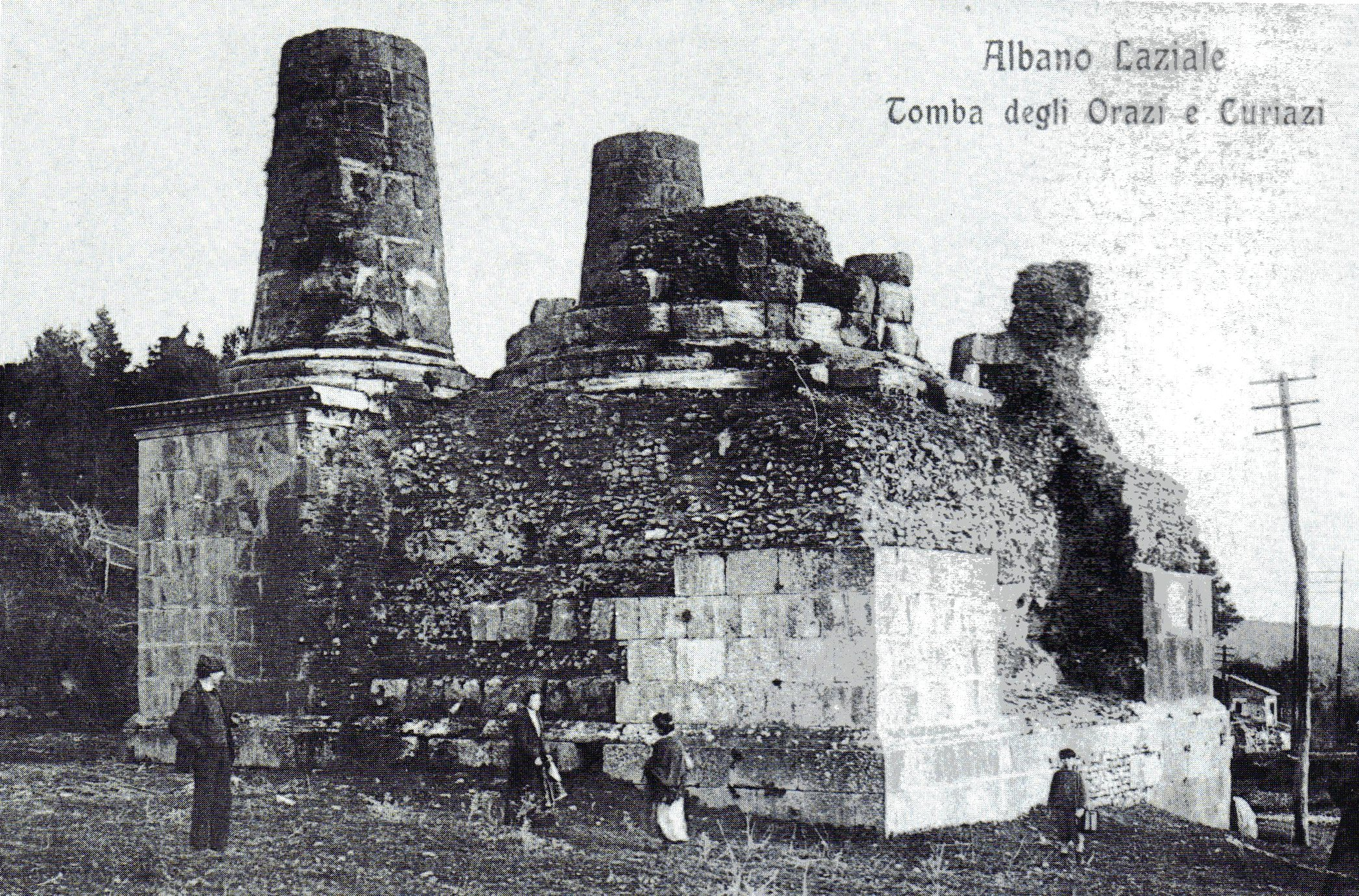
Il sepolcro "degli Orazi e dei Curiazi" in una cartolina fotografica postale di inizio Novecento.

Sepolcro "degli Orazi e dei Curiazi"
Il sepolcro a tronchi conici situato lungo la via Appia Antica nel quartiere La Stella, davanti all'omonima chiesa, è uno dei monumenti più caratteristici di Albano: identificato popolarmente con il sepolcro degli Orazi e Curiazi (tradizione rigettata dagli archeologi), è stato attribuito anche alla gens Azzia di Aricia (le cui ultime case probabilmente lambivano, anticamente, il sepolcro), a Gneo Pompeo Magno, ad Arunte, il figlio del lucumone di Chiusi Porsenna, caduto nella battaglia di Aricia del 505 a.C. Il monumento si presenta con una serie di tronchi di cono in peperino, simili a caminetti, che si innalzano su un podio ornato fino alla base della zoccolatura: la cella funeraria è al centro, sovrastata dal tronco di cono più grande. Il sepolcro fu restaurato tra il 1825 ed il 1837 da Giuseppe Valadier, su incarico dell'ispettore generale pontificio Antonio Canova: le sue dimensioni sono di 5 metri per 4.80 alla base. Il sepolcro ha influenza etrusche perché ricorda il mausoleo di Porsenna a Chiusi.
Sepolcro "a torre" o "di Pompeo Magno"
Questo sepolcro a torre, situato sulla via Appia Antica prima dell'ingresso ad Albano provenendo da Roma, è stato tradizionalmente, ma generalmente senza convinzione, attribuito a Gneo Pompeo Magno: si presenta con una pianta quadrata di 10.50 metri per lato, e si articolava su più piani fino a raggiungere i 45 metri, altezza singolare per un sepolcro. La sua datazione si aggira attorno al I secolo. Oltretutto, la forma del sepolcro, terminante in cuspide, è molto rara nell'Italia centrale.
Sepolcro sotterraneo
Questo sepolcro, situato sotto corso Giacomo Matteotti ad alcuni metri di profondità rispetto al piano di calpestio attuale, è stato identificato da Pino Chiarucci come il vero sepolcro di Gneo Pompeo Magno, data la datazione alla metà del I secolo a.C.: scavato nella roccia viva di peperino, è formato da un corridoio lungo 17.15 metri ed alto 3.35 che immette in due ambienti, uno sopra all'altro, grandi rispettivamente 5.90 metri per 3.84 (quello superiore) e 3.54 metri per 1.77 (quello inferiore). Una curiosità è rappresentata da un'apertura posta nella volta della cella superiore, giustificata da Giovanni Antonio Ricci come un buco attraverso il quale si recitavano le preghiere sul defunto: il mistero resta tuttavia fitto.
Altri sepolcri sparsi
Altri sepolcri minori individuati nel territorio albanense sono un sepolcro quadrangolare a tempietto in piazza Risorgimento, grande 10 metri per lato ed alto circa 5 metri, il sepolcro di Aurelio Vitalione e di Aurelia Martano posto al XIV miglio della via Appia Antica, dalla caratteristica forma vagamente egizia, vasto 5 metri per 5.50 ed ancora in parte interrato, ed un sepolcreto di difficile datazione situato presso la stazione ferroviaria di Albano, costituito da un agglomerato di fosse e loculi delle dimensioni di 1.80 metri per 0.45, e fatti risalire da Giuseppe Lugli all'epoca dei Castra Albana: questo sepolcreto è riscoperto nel 2009 nel corso di alcuni lavori nel costruendo parcheggio di scambio gomma-ferro sito presso la stazione (nell'ambito del cui finanziamento di 4.183.000 euro circa 400.000 sono stati destinati ad indagini archeologiche e geologiche), e costituisce la seconda necropoli dei legionari dei castra dopo quella della Selvotta. Un sepolcro di età repubblicana era posto vicino a quello detto "degli Orazi e dei Curiazi", ma fu inglobato nelle fondazioni della via Appia Nuova durante i lavori di costruzione del terrapieno di collegamento con il ponte di Ariccia, attorno al 1851.

#### Resti archeologici paleocristiani
I resti archeologici paleocristiani più importanti del territorio albanense sono le catacombe di San Senatore, ricavate in una cava dismessa di pozzolana già a partire dal IV o dal V secolo, e rimasero in uso fino al IX secolo circa. All'interno delle catacombe si trovano alcuni affreschi del V secolo, un affresco bizantino databile al IX secolo, diverse iscrizioni sepolcrali pagane e cristiane, un arcosolio della fine del V secolo: due cunicoli sono ancora parzialmente scavati.
Altre antiche testimonianze della presenza cristiana nei primissimi secoli dell'era cristiana ad Albano sono un oratorio cristiano situato all'interno dei resti della villa attribuita a Gneo Pompeo Magno nell'attuale parco pubblico di villa Doria ed un oratorio cristiano scoperto dentro i vomitoria dell'anfiteatro romano di Albano Laziale in via San Francesco d'Assisi.

### Aree naturali
Il centro storico di Albano e le sue propaggini occidentali sono completamente incluse nel perimetro del Parco Regionale dei Castelli Romani, pur rappresentando una piccola parte del territorio comunale.
L'area di verde urbano più vasta ed importante del centro di Albano è il parco pubblico di villa Doria, seguita dal parco pubblico di villa Ada, all'interno del quale ha sede l'istituto professionale di stato Nicola Garrone, dal parco pubblico di villa Ferrajoli (chiamato dagli albanensi "'a Villetta"), caratterizzato da alcune fra le prime magnolie importate in Italia, e dall'area verde pubblica del Parco della Rimembranza, dove è posto il monumento ai Caduti. Il bosco comunale del Colle dei Cappuccini, sito presso il convento dei frati minori cappuccini attiguo alla chiesa di San Bonaventura, è una delle aree verdi più pregevoli dei Castelli Romani, perché vi sopravvive la flora primitiva dei Colli Albani, formata dal cosiddetto "bosco Q.T.A." (ovvero querce, tigli ed aceri), e sopravvissuta all'introduzione massiccia da parte dell'uomo del castagno tra Seicento e Settecento, pianta che copre circa l'80% della superficie boschiva del Parco Regionale dei Castelli Romani.